# Coupe du monde de rugby à sept 2018
Navigation
Coupe du monde 2013 Coupe du monde 2022
La Coupe du monde de rugby à sept 2018 est un tournoi de rugby à sept international, qui se déroule en 2018 du 20 juillet 2018 au 22 juillet 2018 à l'AT&T Park de San Francisco aux États-Unis. Ce tournoi est la septième édition de la compétition masculine et la troisième de la compétition féminine.

## Candidatures
Quatorze pays ont manifesté leur intérêt pour une candidature:
- Afrique du Sud
- Angleterre
- Écosse
- Émirats arabes unis
- Espagne
- États-Unis
- France
- Hong Kong
- Nouvelle-Zélande
- Pays-Bas
- Pays de Galles
- Portugal
- Singapour

La candidature des États-Unis est finalement retenue par le World Rugby Council.

## Stades
La fédération américaine a sélectionné la région de la baie de San Francisco comme région hôte. Les compétitions se dérouleront à AT&T Park et l'Avaya Stadium, dont les équipes résidentes sont respectivement les Giants de San Francisco et les Earthquakes de San José. Le projet de l'Avaya Stadium est finalement abandonné en 2016.
| Stade         | Capacité | Lieu          | Club résident                                       | Image |
| ------------- | -------- | ------------- | --------------------------------------------------- | ----- |
| AT&T Park     | 42 000   | San Francisco | Giants de San Francisco (Ligue majeure de baseball) |       |
| Avaya Stadium | 18 000   | San José      | Earthquakes de San José (Major League Soccer)       |       |

## Programme
Sur trois jours de compétition, 84 matchs seront joués sur les deux tournois hommes et femmes.
Tous les horaires en heure du Pacifique (UTC−09:00).
| Date                     | Heure             | Tour | Nombre de matchs |
| ------------------------ | ----------------- | --- | ---------------- |
| vendredi 20 juillet 2018 | 10 h 0 à 12 h 56  | Femmes : huitièmes de finale Championship Cup | 8                |
| vendredi 20 juillet 2018 | 13 h 1 à 15 h 57  | Hommes : Tour de qualification Championship Cup | 8                |
| vendredi 20 juillet 2018 | 16 h 2 à 18 h 58  | Femmes : quarts de finale Challenge Femmes : quarts de finale Championship Cup                                                                                    | 8                |
| vendredi 20 juillet 2018 | 19 h 3 à 21 h 59  | Hommes : huitièmes de finale Championship Cup | 8                |
| samedi 21 juillet 2018   | 9 h 30 à 13 h 57  | Femmes : demi-finales Challenge Femmes : demi-finales Championship Cup Hommes : quarts de finale Bowl                                                             | 12               |
| samedi 21 juillet 2018   | 14 h 4 à 17 h     | Hommes : quarts de finale Challenge Hommes : quarts de finale Championship Cup                                                                                    | 8                |
| samedi 21 juillet 2018   | 17 h 10 à 20 h 29 | Femmes : 11e-16e place Femmes : finale Challenge Femmes : 5e-8e place Femmes : match pour la médaille de bronze Femmes : finale Championship Cup Cérémonie femmes | 8                |
| dimanche 22 juillet 2018 | 9 h à 14 h 52     | Hommes : demi-finales Bowl Hommes : demi-finales Challenge Hommes : demi-finales Championship Cup Hommes : 19e-24e place Hommes : finale Bowl                     | 16               |
| dimanche 22 juillet 2018 | 15 h 2 à 16 h 30  | Hommes : 11e-16e place Hommes : finale Challenge | 4                |
| dimanche 22 juillet 2018 | 16 h 40 à 18 h 31 | Hommes : 5e-8e place Hommes : match pour la médaille de bronze Hommes : finale Championship Cup Cérémonie hommes                                                  | 4                |

## Équipes qualifiées

### Hommes
Les équipes qualifiées se décomposent en trois groupes :
- Les huit quarts de finalistes de la dernière Coupe du monde de 2013 sont qualifiés d'office, ainsi que le pays hôte :

1. Nouvelle-Zélande
2. Angleterre
3. Fidji
4. Afrique du Sud
5. Pays de Galles
6. Australie
7. France
8. Kenya
9. États-Unis (Hôte)

- Les quatre premières équipes de la saison 2016-2017 du World Rugby Sevens Series (en excluant les qualifiés de la liste ci-dessus), sont également qualifiés :

1. Écosse
2. Canada
3. Argentine
4. Samoa

- Les onze places restantes sont attribuées lors de compétitions par zones continentales entre avril 2017 et juin 2018 selon la répartition suivante :
  - Europe[5] :  Irlande,  Russie
  - Asie[6] :  Hong Kong,  Japon
  - Afrique[7] :  Ouganda,  Zimbabwe
  - Amérique du Nord[8] :  Jamaïque
  - Amérique du Sud[9] :  Chili,  Uruguay
  - Océanie :  Papouasie-Nouvelle-Guinée[10],  Tonga[11]

### Femmes
Selon le même processus que les hommes, les équipes qualifiées se décomposent en trois groupes :
- Les quatre demi-finalistes de la dernière Coupe du monde de 2013 sont qualifiées d'office :

1. Nouvelle-Zélande
2. Canada
3. Espagne
4. États-Unis

- Les quatre premières équipes de la saison 2016-2017 du World Rugby Sevens Series féminin (en excluant les qualifiées de la liste ci-dessus)

1. Australie
2. Fidji
3. Russie
4. France

- Les huit places restantes sont attribuées lors de compétitions par zones continentales entre avril 2017 et juin 2018 selon la répartition suivante:
  - Europe :  Angleterre,  Irlande
  - Asie[6] :  Japon,  Chine
  - Afrique :  Afrique du Sud
  - Amérique du Nord[8] :  Mexique
  - Amérique du Sud :  Brésil
  - Océanie :  Papouasie-Nouvelle-Guinée

## Règlement
Contrairement aux éditions précédentes avec des phases de poules, le tournoi se joue pour la première fois sur des tableaux à élimination directe . Toutes les équipes seront par ailleurs classées de 1 à 24 dans le tournoi masculin, de 1 à 16 dans le féminin : pour cela les perdants des demi-finales de tous les tableaux se rencontreront.

### Format et répartition des équipes du tournoi masculin
Dans la compétition Hommes, où les équipes s'affrontent pour remporter la fameuse Melrose Cup, le nouveau format prévoit un tour éliminatoire.
1. Ce premier tour de barrage oppose les 16 nations classées de la 9e à la 24e place, tandis que les huit meilleures nations sont directement qualifiées pour le premier tour de la Cup à 16 équipes. Les 8 vainqueurs de ce premier tour intègrent donc le tableau principal (Championship Cup) à la conquête de la Melrose Cup ou de la médaille de bronze.
2. Les perdants des quarts de finale de la Championship Cup intègrent le tableau qui les classe de la 5e à la 8e place, autrefois appelé Plate.
3. Les 8 perdants du premier tour de la Cup disputent le Challenge Trophy, qui les classe de la 9e à la 12e pour les vainqueurs des quarts de finale (autrefois appelé Bowl), de la 13e à la 16e place pour les vaincus (autrefois appelé Shield).
4. Les 8 perdants du tour éliminatoire disputent le Bowl (classement de la 17e à la 20e pour les vainqueurs des quarts de finale, de la 21e à la 24e place pour les vaincus).

- Les 16 équipes qui disputent le tour éliminatoire jouent donc un minimum de 4 matchs et au maximum 5 matchs selon qu'elles sont qualifiées pour le premier tour de la Championship Cup
- Les 8 équipes directement qualifiées pour le premier tour de la Cup jouent 4 matchs, reversées ou pas en Challenge Trophy.

Vision graphique :
Les équipes sont classées de 1 à 24 comme suit  :
- Les 14 équipes permanentes du World Rugby Sevens Series 2017-2018 qui sont qualifiées sont classées en fonction des points engrangés sur l'ensemble de la saison 2016-2017 du circuit mondial, mais aussi des sept premières étapes de la saison 2017-2018 à Dubaï, Cape Town, Sydney, Hamilton, Las Vegas, Vancouver et Hongkong.
- Les 10 équipes restantes issues de qualifications par continent sont réparties en fonction de leur classement dans le tournoi de qualification du tournoi de Hong Kong 2018.
- L'équipe des Tonga qui n'a pas participé à ce tournoi est classée 24e.

| Rang | Equipe           | 2016-2017 | Dubaï | Le Cap | Sydney | Hamilton | Las Vegas | Vancouver | Hong Kong | Total points |
| ---- | ---------------- | --------- | ----- | ------ | ------ | -------- | --------- | --------- | --------- | ------------ |
| 1    | Afrique du Sud   | 192       | 22    | 17     | 19     | 19       | 15        | 17        | 17        | 318          |
| 2    | Fidji            | 150       | 15    | 13     | 12     | 22       | 17        | 22        | 22        | 273          |
| 3    | Nouvelle-Zélande | 137       | 19    | 22     | 13     | 15       | 13        | 10        | 15        | 244          |
| 4    | Angleterre       | 164       | 17    | 10     | 10     | 10       | 10        | 13        | 1         | 235          |
| 5    | États-Unis       | 129       | 1     | 12     | 15     | 8        | 22        | 15        | 12        | 214          |
| 6    | Australie        | 113       | 13    | 8      | 22     | 17       | 12        | 12        | 5         | 202          |
| 7    | Argentine        | 90        | 5     | 19     | 17     | 7        | 19        | 10        | 13        | 180          |
| 8    | Écosse           | 109       | 10    | 1      | 2      | 10       | 5         | 8         | 10        | 155          |
| 9    | Kenya            | 63        | 10    | 3      | 10     | 12       | 10        | 19        | 19        | 146          |
| 10   | Canada           | 98        | 5     | 15     | 3      | 5        | 7         | 2         | 7         | 142          |
| 11   | France           | 66        | 8     | 10     | 8      | 3        | 8         | 1         | 8         | 112          |
| 12   | Pays de Galles   | 73        | 3     | 5      | 7      | 2        | 5         | 5         | 3         | 103          |
| 13   | Samoa            | 51        | 12    | 5      | 5      | 13       | 3         | 3         | 2         | 94           |
| 14   | Russie           | 29        | 1     | 1      | 5      | 1        | 1         | 5         | 5         | 48           |

| Rang | Equipe                    | Tour            | Rang phase de poules | V-D          | Différence de points |
| ---- | ------------------------- | --------------- | -------------------- | ------------ | -------------------- |
| 15   | Japon                     | Vainqueur       | 2                    | 5–1          | +130                 |
| 16   | Irlande                   | Demi-finale     | 1                    | 4–1          | +126                 |
| 17   | Chili                     | Demi-finale     | 1                    | 3–2          | +34                  |
| 18   | Uruguay                   | Quart de finale | 2                    | 2–2          | +12                  |
| 19   | Hong Kong                 | Quart de finale | 2                    | 1–3          | –10                  |
| 20   | Ouganda                   | Quart de finale | 3                    | 2–2          | –20                  |
| 21   | Zimbabwe                  | Quart de finale | 3                    | 1–3          | –42                  |
| 22   | Jamaïque                  | Phase de poule  | 3                    | 1–2          | –41                  |
| 23   | Papouasie-Nouvelle-Guinée | Phase de poule  | 4                    | 1–2          | –35                  |
| 24   | Tonga                     | (sans objet)    | (sans objet)         | (sans objet) | (sans objet)         |

### Format et répartition des équipes du tournoi féminin
Dans la compétition Femmes, le nouveau format ne prévoit pas de tour éliminatoire comme chez les hommes .
1. Les 16 équipes directement programmées dans le tableau de la Cup disputent le trophée de la Coupe du monde féminine de rugby à sept, ou la médaille de bronze.
2. Les perdants des quarts de finale de la Cup intègrent le tableau qui les classe de la 5e à la 8e place, autrefois appelé Plate.
3. Les 8 perdants du premier tour de la Cup disputent le Challenge Trophy, qui les classe de la 9e à la 12e pour les vainqueurs des quarts de finale (autrefois appelé Bowl), de la 13e à la 16e place pour les vaincus (autrefois appelé Shield).

- Toutes les équipes jouent 4 matchs, reversées ou pas en Challenge Trophy.

Vision graphique :
Les équipes sont classées de 1 à 16 comme suit  :
- Les 10 équipes permanentes de l'édition 2017-2018 du World Rugby Women's Sevens Series qui sont qualifiées sont classées en fonction des points cumulés sur l'ensemble de la saison 2016-2017 du circuit mondial, mais aussi des deux premières étapes de la saison 2017-2018 à Dubaï et Sydney.
- L'équipe du Japon est classée 11e bien que n'étant pas encore une équipe permanente lors de l'édition 2016-2017.
- Les 5 équipes restantes sont réparties selon leur classement obtenu au tournoi de Hong Kong 2018 (en).

| Rang | Équipe           | 2016-2017 | Dubai 2017 | Sydney 2018 | Total points |
| ---- | ---------------- | --------- | ---------- | ----------- | ------------ |
| 1    | Nouvelle-Zélande | 116       | 12         | 18          | 146          |
| 2    | Australie        | 100       | 20         | 20          | 140          |
| 3    | Canada           | 98        | 14         | 16          | 128          |
| 4    | Russie           | 66        | 16         | 14          | 96           |
| 5    | États-Unis       | 62        | 18         | 6           | 86           |
| 6    | France           | 60        | 10         | 12          | 82           |
| 7    | Fidji            | 66        | 2          | 3           | 71           |
| 8    | Angleterre       | 37        | 6          | 4           | 47           |
| 9    | Irlande          | 34        | 4          | 8           | 46           |
| 10   | Espagne          | 19        | 8          | 10          | 37           |
| 11   | Japon            | -         | 1          | 2           | 3            |

| Rang | Équipe                    | Tour            | Rang phase de poules |
| ---- | ------------------------- | --------------- | -------------------- |
| 12   | Chine                     | Vainqueur       | 1                    |
| 13   | Afrique du Sud            | Finaliste       | 2                    |
| 14   | Brésil                    | Quart de finale | 2                    |
| 15   | Papouasie-Nouvelle-Guinée | Quart de finale | 3                    |
| 16   | Mexique                   | Phase de poule  | 4                    |

## Arbitres officiels
World Rugby annonce un panel de dix officiels pour le tournoi masculin
| - Rasta Rasivhenge (Afrique du Sud) - Richard Kelly (Nouvelle Zelande) - Craig Evans (en) (Pays de Galles) - Sam Grove-White (en) (Ecosse) - Damon Murphy (en) (Australie) | - Jérémy Rozier (France) - Matt Rodden (Hong Kong) - Richard Haughton (Angleterre) - Damián Schneider (Argentine) - Mike O'Brien (Etats Unis) |

Le tournoi féminin est couvert par un panel de neuf officiels également désignés par World Rugby.
| - Alhambra Nievas (en) (Espagne) - Joy Neville (Irlande) - Sara Cox (Angleterre) - Adam Jones (Galles) - Ben Crouse (Afrique du Sud) | - Sakurako Kawasaki (Japon) - Hollie Davidson (Ecosse) - Rebecca Mahoney (Nouvelle Zelande) - Beatrice Benvenuti (Italie) |

## Résultats de la compétition masculine

### Tour de qualification
| 20 juillet 2018 13 h 1 (UTC−07:00) | [9] Kenya | 19 - 7 (5 - 7) | Tonga [24] | AT&T Park, San Francisco |
| 20 juillet 2018 13 h 1 (UTC−07:00) |           |                |            | AT&T Park, San Francisco |
| 20 juillet 2018 13 h 1 (UTC−07:00) |           |                |            | AT&T Park, San Francisco |

| 20 juillet 2018 13 h 23 (UTC−07:00) | [10] Canada | 29 - 21 (19 - 7) | Papouasie-Nouvelle-Guinée [23] | AT&T Park, San Francisco |
| 20 juillet 2018 13 h 23 (UTC−07:00) |             |                  |                                | AT&T Park, San Francisco |
| 20 juillet 2018 13 h 23 (UTC−07:00) |             |                  |                                | AT&T Park, San Francisco |

| 20 juillet 2018 13 h 45 (UTC−07:00) | [11] France | 50 - 0 (26 - 0) | Jamaïque [22] | AT&T Park, San Francisco |
| 20 juillet 2018 13 h 45 (UTC−07:00) |             |                 |               | AT&T Park, San Francisco |
| 20 juillet 2018 13 h 45 (UTC−07:00) |             |                 |               | AT&T Park, San Francisco |

| 20 juillet 2018 14 h 7 (UTC−07:00) | [12] Pays de Galles | 33 - 12 (14 - 12) | Zimbabwe [21] | AT&T Park, San Francisco |
| 20 juillet 2018 14 h 7 (UTC−07:00) |                     |                   |               | AT&T Park, San Francisco |
| 20 juillet 2018 14 h 7 (UTC−07:00) |                     |                   |               | AT&T Park, San Francisco |

| 20 juillet 2018 14 h 29 (UTC−07:00) | [13] Samoa | 45 - 7 (19 - 7) | Ouganda [20] | AT&T Park, San Francisco |
| 20 juillet 2018 14 h 29 (UTC−07:00) |            |                 |              | AT&T Park, San Francisco |
| 20 juillet 2018 14 h 29 (UTC−07:00) |            |                 |              | AT&T Park, San Francisco |

| 20 juillet 2018 14 h 51 (UTC−07:00) | [14] Russie | 21 - 7 (21 - 0) | Hong Kong [19] | AT&T Park, San Francisco |
| 20 juillet 2018 14 h 51 (UTC−07:00) |             |                 |                | AT&T Park, San Francisco |
| 20 juillet 2018 14 h 51 (UTC−07:00) |             |                 |                | AT&T Park, San Francisco |

| 20 juillet 2018 15 h 13 (UTC−07:00) | [15] Japon | 33 - 7 (26 - 0) | Uruguay [18] | AT&T Park, San Francisco |
| 20 juillet 2018 15 h 13 (UTC−07:00) |            |                 |              | AT&T Park, San Francisco |
| 20 juillet 2018 15 h 13 (UTC−07:00) |            |                 |              | AT&T Park, San Francisco |

| 20 juillet 2018 15 h 35 (UTC−07:00) | [16] Irlande | 17 - 12 (12 - 7) | Chili [17] | AT&T Park, San Francisco |
| 20 juillet 2018 15 h 35 (UTC−07:00) |              |                  |            | AT&T Park, San Francisco |
| 20 juillet 2018 15 h 35 (UTC−07:00) |              |                  |            | AT&T Park, San Francisco |

### Melrose Cup
|  | Huitièmes de finale                               | Huitièmes de finale                               |                       |                                                   | Quarts de finale                                  | Quarts de finale                                  |       |  | Demi-finales                                      | Demi-finales                                      |  |  | Finale                                            | Finale                                            |
|  | Huitièmes de finale                               | Huitièmes de finale                               |                       |                                                   | Quarts de finale                                  | Quarts de finale                                  |       |  | Demi-finales                                      | Demi-finales                                      |  |  | Finale                                            | Finale                                            |
|  |                                                   |                                                   |                       |                                                   |                                                   |                                                   |       |  |                                                   |                                                   |  |  |                                                   |                                                   |
|  | 20 juillet 2018 - 21 h 15 (UTC−07:00) – AT&T Park | 20 juillet 2018 - 21 h 15 (UTC−07:00) – AT&T Park |                       |                                                   | 21 juillet 2018 - 15 h 32 (UTC−07:00) – AT&T Park | 21 juillet 2018 - 15 h 32 (UTC−07:00) – AT&T Park |       |  | 22 juillet 2018 - 12 h 40 (UTC−07:00) – AT&T Park | 22 juillet 2018 - 12 h 40 (UTC−07:00) – AT&T Park |  |  | 22 juillet 2018 - 17 h 53 (UTC−07:00) – AT&T Park | 22 juillet 2018 - 17 h 53 (UTC−07:00) – AT&T Park |
|  | 20 juillet 2018 - 21 h 15 (UTC−07:00) – AT&T Park | 20 juillet 2018 - 21 h 15 (UTC−07:00) – AT&T Park |                       |                                                   | 21 juillet 2018 - 15 h 32 (UTC−07:00) – AT&T Park | 21 juillet 2018 - 15 h 32 (UTC−07:00) – AT&T Park |       |  | 22 juillet 2018 - 12 h 40 (UTC−07:00) – AT&T Park | 22 juillet 2018 - 12 h 40 (UTC−07:00) – AT&T Park |  |  | 22 juillet 2018 - 17 h 53 (UTC−07:00) – AT&T Park | 22 juillet 2018 - 17 h 53 (UTC−07:00) – AT&T Park |
|  | [1] Afrique du Sud                                | 45 (19)                                           |                       |                                                   | 21 juillet 2018 - 15 h 32 (UTC−07:00) – AT&T Park | 21 juillet 2018 - 15 h 32 (UTC−07:00) – AT&T Park |       |  | 22 juillet 2018 - 12 h 40 (UTC−07:00) – AT&T Park | 22 juillet 2018 - 12 h 40 (UTC−07:00) – AT&T Park |  |  | 22 juillet 2018 - 17 h 53 (UTC−07:00) – AT&T Park | 22 juillet 2018 - 17 h 53 (UTC−07:00) – AT&T Park |
|  | [1] Afrique du Sud                                | 45 (19)                                           |                       |                                                   | 21 juillet 2018 - 15 h 32 (UTC−07:00) – AT&T Park | 21 juillet 2018 - 15 h 32 (UTC−07:00) – AT&T Park |       |  | 22 juillet 2018 - 12 h 40 (UTC−07:00) – AT&T Park | 22 juillet 2018 - 12 h 40 (UTC−07:00) – AT&T Park |  |  | 22 juillet 2018 - 17 h 53 (UTC−07:00) – AT&T Park | 22 juillet 2018 - 17 h 53 (UTC−07:00) – AT&T Park |
|  | [16] Irlande                                      | 7 (0)                                             |                       |                                                   | 21 juillet 2018 - 15 h 32 (UTC−07:00) – AT&T Park | 21 juillet 2018 - 15 h 32 (UTC−07:00) – AT&T Park |       |  | 22 juillet 2018 - 12 h 40 (UTC−07:00) – AT&T Park | 22 juillet 2018 - 12 h 40 (UTC−07:00) – AT&T Park |  |  | 22 juillet 2018 - 17 h 53 (UTC−07:00) – AT&T Park | 22 juillet 2018 - 17 h 53 (UTC−07:00) – AT&T Park |
|  | [16] Irlande                                      | 7 (0)                                             | [1] Afrique du Sud    | 36 (17)                                           |                                                   |                                                   |       |  | 22 juillet 2018 - 12 h 40 (UTC−07:00) – AT&T Park | 22 juillet 2018 - 12 h 40 (UTC−07:00) – AT&T Park |  |  | 22 juillet 2018 - 17 h 53 (UTC−07:00) – AT&T Park | 22 juillet 2018 - 17 h 53 (UTC−07:00) – AT&T Park |
|  | 20 juillet 2018 - 19 h 3 (UTC−07:00) – AT&T Park  |                                                   | [1] Afrique du Sud    | 36 (17)                                           |                                                   |                                                   |       |  | 22 juillet 2018 - 12 h 40 (UTC−07:00) – AT&T Park | 22 juillet 2018 - 12 h 40 (UTC−07:00) – AT&T Park |  |  | 22 juillet 2018 - 17 h 53 (UTC−07:00) – AT&T Park | 22 juillet 2018 - 17 h 53 (UTC−07:00) – AT&T Park |
|  |                                                   | [8] Écosse                                        | 5 (0)                 |                                                   |                                                   |                                                   |       |  | 22 juillet 2018 - 12 h 40 (UTC−07:00) – AT&T Park | 22 juillet 2018 - 12 h 40 (UTC−07:00) – AT&T Park |  |  | 22 juillet 2018 - 17 h 53 (UTC−07:00) – AT&T Park | 22 juillet 2018 - 17 h 53 (UTC−07:00) – AT&T Park |
|  | [8] Écosse                                        | [8] Écosse                                        | 5 (0)                 | 31 (0)                                            |                                                   |                                                   |       |  | 22 juillet 2018 - 12 h 40 (UTC−07:00) – AT&T Park | 22 juillet 2018 - 12 h 40 (UTC−07:00) – AT&T Park |  |  | 22 juillet 2018 - 17 h 53 (UTC−07:00) – AT&T Park | 22 juillet 2018 - 17 h 53 (UTC−07:00) – AT&T Park |
|  | [8] Écosse                                        | 21 juillet 2018 - 16 h 38 (UTC−07:00) – AT&T Park |                       | 31 (0)                                            |                                                   |                                                   |       |  | 22 juillet 2018 - 12 h 40 (UTC−07:00) – AT&T Park | 22 juillet 2018 - 12 h 40 (UTC−07:00) – AT&T Park |  |  | 22 juillet 2018 - 17 h 53 (UTC−07:00) – AT&T Park | 22 juillet 2018 - 17 h 53 (UTC−07:00) – AT&T Park |
|  | [9] Kenya                                         | 26 (14)                                           |                       |                                                   |                                                   |                                                   |       |  | 22 juillet 2018 - 12 h 40 (UTC−07:00) – AT&T Park | 22 juillet 2018 - 12 h 40 (UTC−07:00) – AT&T Park |  |  | 22 juillet 2018 - 17 h 53 (UTC−07:00) – AT&T Park | 22 juillet 2018 - 17 h 53 (UTC−07:00) – AT&T Park |
|  | [9] Kenya                                         | 26 (14)                                           | [1] Afrique du Sud    | 7 (7)                                             |                                                   |                                                   |       |  |                                                   |                                                   |  |  | 22 juillet 2018 - 17 h 53 (UTC−07:00) – AT&T Park | 22 juillet 2018 - 17 h 53 (UTC−07:00) – AT&T Park |
|  | 20 juillet 2018 - 20 h 9 (UTC−07:00) – AT&T Park  |                                                   | [1] Afrique du Sud    | 7 (7)                                             |                                                   |                                                   |       |  |                                                   |                                                   |  |  | 22 juillet 2018 - 17 h 53 (UTC−07:00) – AT&T Park | 22 juillet 2018 - 17 h 53 (UTC−07:00) – AT&T Park |
|  |                                                   | [4] Angleterre                                    | 29 (17)               |                                                   |                                                   |                                                   |       |  |                                                   |                                                   |  |  | 22 juillet 2018 - 17 h 53 (UTC−07:00) – AT&T Park | 22 juillet 2018 - 17 h 53 (UTC−07:00) – AT&T Park |
|  | [4] Angleterre                                    | [4] Angleterre                                    | 29 (17)               | 19 (12)                                           |                                                   |                                                   |       |  |                                                   |                                                   |  |  | 22 juillet 2018 - 17 h 53 (UTC−07:00) – AT&T Park | 22 juillet 2018 - 17 h 53 (UTC−07:00) – AT&T Park |
|  | [4] Angleterre                                    | 22 juillet 2018 - 13 h 2 (UTC−07:00) – AT&T Park  |                       | 19 (12)                                           |                                                   |                                                   |       |  |                                                   |                                                   |  |  | 22 juillet 2018 - 17 h 53 (UTC−07:00) – AT&T Park | 22 juillet 2018 - 17 h 53 (UTC−07:00) – AT&T Park |
|  | [13] Samoa                                        | 15 (5)                                            |                       |                                                   |                                                   |                                                   |       |  |                                                   |                                                   |  |  | 22 juillet 2018 - 17 h 53 (UTC−07:00) – AT&T Park | 22 juillet 2018 - 17 h 53 (UTC−07:00) – AT&T Park |
|  | [13] Samoa                                        | 15 (5)                                            | [4] Angleterre (a.p.) | 24 (12)                                           |                                                   |                                                   |       |  |                                                   |                                                   |  |  | 22 juillet 2018 - 17 h 53 (UTC−07:00) – AT&T Park | 22 juillet 2018 - 17 h 53 (UTC−07:00) – AT&T Park |
|  | 20 juillet 2018 - 21 h 37 (UTC−07:00) – AT&T Park |                                                   | [4] Angleterre (a.p.) | 24 (12)                                           |                                                   |                                                   |       |  |                                                   |                                                   |  |  | 22 juillet 2018 - 17 h 53 (UTC−07:00) – AT&T Park | 22 juillet 2018 - 17 h 53 (UTC−07:00) – AT&T Park |
|  |                                                   | [5] États-Unis                                    | 19 (7)                |                                                   |                                                   |                                                   |       |  |                                                   |                                                   |  |  | 22 juillet 2018 - 17 h 53 (UTC−07:00) – AT&T Park | 22 juillet 2018 - 17 h 53 (UTC−07:00) – AT&T Park |
|  | [5] États-Unis                                    | [5] États-Unis                                    | 19 (7)                | 35 (14)                                           |                                                   |                                                   |       |  |                                                   |                                                   |  |  | 22 juillet 2018 - 17 h 53 (UTC−07:00) – AT&T Park | 22 juillet 2018 - 17 h 53 (UTC−07:00) – AT&T Park |
|  | [5] États-Unis                                    | 21 juillet 2018 - 15 h 54 (UTC−07:00) – AT&T Park |                       | 35 (14)                                           |                                                   |                                                   |       |  |                                                   |                                                   |  |  | 22 juillet 2018 - 17 h 53 (UTC−07:00) – AT&T Park | 22 juillet 2018 - 17 h 53 (UTC−07:00) – AT&T Park |
|  | [12] Pays de Galles                               | 0                                                 |                       |                                                   |                                                   |                                                   |       |  |                                                   |                                                   |  |  | 22 juillet 2018 - 17 h 53 (UTC−07:00) – AT&T Park | 22 juillet 2018 - 17 h 53 (UTC−07:00) – AT&T Park |
|  | [12] Pays de Galles                               | 0                                                 | [4] Angleterre        | 12 (7)                                            |                                                   |                                                   |       |  |                                                   |                                                   |  |  |                                                   |                                                   |
|  | 20 juillet 2018 - 20 h 53 (UTC−07:00) – AT&T Park |                                                   | [4] Angleterre        | 12 (7)                                            |                                                   |                                                   |       |  |                                                   |                                                   |  |  |                                                   |                                                   |
|  |                                                   | [3] Nouvelle-Zélande                              | 33 (14)               |                                                   |                                                   |                                                   |       |  |                                                   |                                                   |  |  |                                                   |                                                   |
|  | [2] Fidji                                         | [3] Nouvelle-Zélande                              | 33 (14)               | 35 (7)                                            |                                                   |                                                   |       |  |                                                   |                                                   |  |  |                                                   |                                                   |
|  | [2] Fidji                                         |                                                   |                       | 35 (7)                                            |                                                   |                                                   |       |  |                                                   |                                                   |  |  |                                                   |                                                   |
|  | [15] Japon                                        | 10 (10)                                           |                       |                                                   |                                                   |                                                   |       |  |                                                   |                                                   |  |  |                                                   |                                                   |
|  | [15] Japon                                        | 10 (10)                                           | [2] Fidji             | 43 (19)                                           |                                                   |                                                   |       |  |                                                   |                                                   |  |  |                                                   |                                                   |
|  | 20 juillet 2018 - 19 h 25 (UTC−07:00) – AT&T Park |                                                   | [2] Fidji             | 43 (19)                                           |                                                   |                                                   |       |  |                                                   |                                                   |  |  |                                                   |                                                   |
|  |                                                   | [7] Argentine                                     | 7 (0)                 |                                                   |                                                   |                                                   |       |  |                                                   |                                                   |  |  |                                                   |                                                   |
|  | [7] Argentine                                     | [7] Argentine                                     | 7 (0)                 | 28 (21)                                           |                                                   |                                                   |       |  |                                                   |                                                   |  |  |                                                   |                                                   |
|  | [7] Argentine                                     | 21 juillet 2018 - 16 h 16 (UTC−07:00) – AT&T Park |                       | 28 (21)                                           |                                                   |                                                   |       |  |                                                   |                                                   |  |  |                                                   |                                                   |
|  | [10] Canada                                       | 0                                                 |                       |                                                   |                                                   |                                                   |       |  |                                                   |                                                   |  |  |                                                   |                                                   |
|  | [10] Canada                                       | 0                                                 | [2] Fidji             | 17 (12)                                           |                                                   |                                                   |       |  |                                                   |                                                   |  |  |                                                   |                                                   |
|  | 20 juillet 2018 - 20 h 31 (UTC−07:00) – AT&T Park |                                                   | [2] Fidji             | 17 (12)                                           |                                                   |                                                   |       |  |                                                   |                                                   |  |  |                                                   |                                                   |
|  |                                                   | [3] Nouvelle-Zélande                              | 22 (10)               |                                                   |                                                   |                                                   |       |  |                                                   |                                                   |  |  |                                                   |                                                   |
|  | [3] Nouvelle-Zélande                              | [3] Nouvelle-Zélande                              | 22 (10)               | 29 (12)                                           |                                                   |                                                   |       |  |                                                   |                                                   |  |  |                                                   |                                                   |
|  | [3] Nouvelle-Zélande                              |                                                   |                       | 29 (12)                                           |                                                   |                                                   |       |  |                                                   |                                                   |  |  |                                                   |                                                   |
|  | [14] Russie                                       | 5 (5)                                             |                       | Match pour la 3e place                            | Match pour la 3e place                            |                                                   |       |  |                                                   |                                                   |  |  |                                                   |                                                   |
|  | [14] Russie                                       | 5 (5)                                             | [3] Nouvelle-Zélande  | Match pour la 3e place                            | Match pour la 3e place                            | 12 (0)                                            |       |  |                                                   |                                                   |  |  |                                                   |                                                   |
|  | 20 juillet 2018 - 19 h 47 (UTC−07:00) – AT&T Park | 20 juillet 2018 - 19 h 47 (UTC−07:00) – AT&T Park | [3] Nouvelle-Zélande  | 22 juillet 2018 - 17 h 24 (UTC−07:00) – AT&T Park | 22 juillet 2018 - 17 h 24 (UTC−07:00) – AT&T Park | 12 (0)                                            |       |  |                                                   |                                                   |  |  |                                                   |                                                   |
|  | 20 juillet 2018 - 19 h 47 (UTC−07:00) – AT&T Park | 20 juillet 2018 - 19 h 47 (UTC−07:00) – AT&T Park |                       | 22 juillet 2018 - 17 h 24 (UTC−07:00) – AT&T Park | 22 juillet 2018 - 17 h 24 (UTC−07:00) – AT&T Park | [11] France                                       | 7 (7) |  |                                                   |                                                   |  |  |                                                   |                                                   |
|  | [6] Australie                                     | 17 (10)                                           | [1] Afrique du Sud    | 24 (17)                                           |                                                   | [11] France                                       | 7 (7) |  |                                                   |                                                   |  |  |                                                   |                                                   |
|  | [6] Australie                                     | 17 (10)                                           | [1] Afrique du Sud    | 24 (17)                                           |                                                   |                                                   |       |  |                                                   |                                                   |  |  |                                                   |                                                   |
|  | [11] France                                       | 22 (12)                                           |                       | [2] Fidji                                         | 19 (7)                                            |                                                   |       |  |                                                   |                                                   |  |  |                                                   |                                                   |
|  | [11] France                                       | 22 (12)                                           |                       | [2] Fidji                                         | 19 (7)                                            |                                                   |       |  |                                                   |                                                   |  |  |                                                   |                                                   |

### 5eplace
|  | Demi-finales                                      | Demi-finales                                      |                |         | Finale                                           | Finale                                           |
|  | Demi-finales                                      | Demi-finales                                      |                |         | Finale                                           | Finale                                           |
|  |                                                   |                                                   |                |         |                                                  |                                                  |
|  | 22 juillet 2018 - 11 h 56 (UTC−07:00) – AT&T Park | 22 juillet 2018 - 11 h 56 (UTC−07:00) – AT&T Park |                |         | 22 juillet 2018 - 17 h 2 (UTC−07:00) – AT&T Park | 22 juillet 2018 - 17 h 2 (UTC−07:00) – AT&T Park |
|  | 22 juillet 2018 - 11 h 56 (UTC−07:00) – AT&T Park | 22 juillet 2018 - 11 h 56 (UTC−07:00) – AT&T Park |                |         | 22 juillet 2018 - 17 h 2 (UTC−07:00) – AT&T Park | 22 juillet 2018 - 17 h 2 (UTC−07:00) – AT&T Park |
|  | [8] Écosse                                        | 0                                                 |                |         | 22 juillet 2018 - 17 h 2 (UTC−07:00) – AT&T Park | 22 juillet 2018 - 17 h 2 (UTC−07:00) – AT&T Park |
|  | [8] Écosse                                        | 0                                                 |                |         | 22 juillet 2018 - 17 h 2 (UTC−07:00) – AT&T Park | 22 juillet 2018 - 17 h 2 (UTC−07:00) – AT&T Park |
|  | [5] États-Unis                                    | 28 (14)                                           |                |         | 22 juillet 2018 - 17 h 2 (UTC−07:00) – AT&T Park | 22 juillet 2018 - 17 h 2 (UTC−07:00) – AT&T Park |
|  | [5] États-Unis                                    | 28 (14)                                           | [5] États-Unis | 7 (0)   |                                                  |                                                  |
|  | 22 juillet 2018 - 12 h 18 (UTC−07:00) – AT&T Park |                                                   | [5] États-Unis | 7 (0)   |                                                  |                                                  |
|  |                                                   | [7] Argentine                                     | 33 (19)        |         |                                                  |                                                  |
|  | [7] Argentine                                     | [7] Argentine                                     | 33 (19)        | 26 (19) |                                                  |                                                  |
|  | [7] Argentine                                     |                                                   |                | 26 (19) |                                                  |                                                  |
|  | [11] France                                       | 15 (0)                                            |                |         |                                                  |                                                  |
|  | [11] France                                       | 15 (0)                                            | Septième place |         |                                                  |                                                  |
|  |                                                   |                                                   |                |         |                                                  |                                                  |
|  | 22 juillet 2018 - 16 h 40 (UTC−07:00) – AT&T Park |                                                   |                |         |                                                  |                                                  |
|  |                                                   |                                                   |                |         |                                                  |                                                  |
|  | [8] Écosse (a.p.)                                 | 29 (14)                                           |                |         |                                                  |                                                  |
|  | [8] Écosse (a.p.)                                 | 29 (14)                                           |                |         |                                                  |                                                  |
|  | [11] France                                       | 24 (12)                                           |                |         |                                                  |                                                  |
|  | [11] France                                       | 24 (12)                                           |                |         |                                                  |                                                  |

### Challenge Trophy
|  | Quarts de finale                                  | Quarts de finale                                  |                                                   |                                                   | Demi-finales                                      | Demi-finales                                      |       |  | Finale                                           | Finale                                           |
|  | Quarts de finale                                  | Quarts de finale                                  |                                                   |                                                   | Demi-finales                                      | Demi-finales                                      |       |  | Finale                                           | Finale                                           |
|  |                                                   |                                                   |                                                   |                                                   |                                                   |                                                   |       |  |                                                  |                                                  |
|  | 21 juillet 2018 - 14 h 4 (UTC−07:00) – AT&T Park  | 21 juillet 2018 - 14 h 4 (UTC−07:00) – AT&T Park  |                                                   |                                                   | 22 juillet 2018 - 11 h 34 (UTC−07:00) – AT&T Park | 22 juillet 2018 - 11 h 34 (UTC−07:00) – AT&T Park |       |  | 22 juillet 2018 - 16 h 8 (UTC−07:00) – AT&T Park | 22 juillet 2018 - 16 h 8 (UTC−07:00) – AT&T Park |
|  | 21 juillet 2018 - 14 h 4 (UTC−07:00) – AT&T Park  | 21 juillet 2018 - 14 h 4 (UTC−07:00) – AT&T Park  |                                                   |                                                   | 22 juillet 2018 - 11 h 34 (UTC−07:00) – AT&T Park | 22 juillet 2018 - 11 h 34 (UTC−07:00) – AT&T Park |       |  | 22 juillet 2018 - 16 h 8 (UTC−07:00) – AT&T Park | 22 juillet 2018 - 16 h 8 (UTC−07:00) – AT&T Park |
|  | [16] Irlande                                      | 24 (12)                                           |                                                   |                                                   | 22 juillet 2018 - 11 h 34 (UTC−07:00) – AT&T Park | 22 juillet 2018 - 11 h 34 (UTC−07:00) – AT&T Park |       |  | 22 juillet 2018 - 16 h 8 (UTC−07:00) – AT&T Park | 22 juillet 2018 - 16 h 8 (UTC−07:00) – AT&T Park |
|  | [16] Irlande                                      | 24 (12)                                           |                                                   |                                                   | 22 juillet 2018 - 11 h 34 (UTC−07:00) – AT&T Park | 22 juillet 2018 - 11 h 34 (UTC−07:00) – AT&T Park |       |  | 22 juillet 2018 - 16 h 8 (UTC−07:00) – AT&T Park | 22 juillet 2018 - 16 h 8 (UTC−07:00) – AT&T Park |
|  | [9] Kenya                                         | 14 (7)                                            |                                                   |                                                   | 22 juillet 2018 - 11 h 34 (UTC−07:00) – AT&T Park | 22 juillet 2018 - 11 h 34 (UTC−07:00) – AT&T Park |       |  | 22 juillet 2018 - 16 h 8 (UTC−07:00) – AT&T Park | 22 juillet 2018 - 16 h 8 (UTC−07:00) – AT&T Park |
|  | [9] Kenya                                         | 14 (7)                                            | [16] Irlande                                      | 27 (10)                                           |                                                   |                                                   |       |  | 22 juillet 2018 - 16 h 8 (UTC−07:00) – AT&T Park | 22 juillet 2018 - 16 h 8 (UTC−07:00) – AT&T Park |
|  | 21 juillet 2018 - 15 h 10 (UTC−07:00) – AT&T Park |                                                   | [16] Irlande                                      | 27 (10)                                           |                                                   |                                                   |       |  | 22 juillet 2018 - 16 h 8 (UTC−07:00) – AT&T Park | 22 juillet 2018 - 16 h 8 (UTC−07:00) – AT&T Park |
|  |                                                   | [12] Pays de Galles                               | 12 (7)                                            |                                                   |                                                   |                                                   |       |  | 22 juillet 2018 - 16 h 8 (UTC−07:00) – AT&T Park | 22 juillet 2018 - 16 h 8 (UTC−07:00) – AT&T Park |
|  | [13] Samoa                                        | [12] Pays de Galles                               | 12 (7)                                            | 19 (7)                                            |                                                   |                                                   |       |  | 22 juillet 2018 - 16 h 8 (UTC−07:00) – AT&T Park | 22 juillet 2018 - 16 h 8 (UTC−07:00) – AT&T Park |
|  | [13] Samoa                                        |                                                   |                                                   | 19 (7)                                            |                                                   |                                                   |       |  | 22 juillet 2018 - 16 h 8 (UTC−07:00) – AT&T Park | 22 juillet 2018 - 16 h 8 (UTC−07:00) – AT&T Park |
|  | [12] Pays de Galles (a.p.)                        | 24 (12)                                           |                                                   |                                                   |                                                   |                                                   |       |  | 22 juillet 2018 - 16 h 8 (UTC−07:00) – AT&T Park | 22 juillet 2018 - 16 h 8 (UTC−07:00) – AT&T Park |
|  | [12] Pays de Galles (a.p.)                        | 24 (12)                                           | [16] Irlande                                      | 24 (17)                                           |                                                   |                                                   |       |  |                                                  |                                                  |
|  | 21 juillet 2018 - 14 h 48 (UTC−07:00) – AT&T Park |                                                   | [16] Irlande                                      | 24 (17)                                           |                                                   |                                                   |       |  |                                                  |                                                  |
|  |                                                   | [6] Australie                                     | 14 (7)                                            |                                                   |                                                   |                                                   |       |  |                                                  |                                                  |
|  | [14] Russie                                       | [6] Australie                                     | 14 (7)                                            | 0                                                 |                                                   |                                                   |       |  |                                                  |                                                  |
|  | [14] Russie                                       | 22 juillet 2018 - 11 h 12 (UTC−07:00) – AT&T Park |                                                   | 0                                                 |                                                   |                                                   |       |  |                                                  |                                                  |
|  | [6] Australie                                     | 41 (28)                                           |                                                   |                                                   |                                                   |                                                   |       |  |                                                  |                                                  |
|  | [6] Australie                                     | 41 (28)                                           | [6] Australie                                     | 19 (7)                                            |                                                   |                                                   |       |  |                                                  |                                                  |
|  | 21 juillet 2018 - 14 h 26 (UTC−07:00) – AT&T Park | 21 juillet 2018 - 14 h 26 (UTC−07:00) – AT&T Park | [6] Australie                                     | 19 (7)                                            | Onzième place                                     | Onzième place                                     |       |  |                                                  |                                                  |
|  | 21 juillet 2018 - 14 h 26 (UTC−07:00) – AT&T Park | 21 juillet 2018 - 14 h 26 (UTC−07:00) – AT&T Park |                                                   | [10] Canada                                       | Onzième place                                     | Onzième place                                     | 7 (7) |  |                                                  |                                                  |
|  | [15] Japon                                        | 17 (0)                                            | 22 juillet 2018 - 15 h 46 (UTC−07:00) – AT&T Park | 22 juillet 2018 - 15 h 46 (UTC−07:00) – AT&T Park |                                                   |                                                   | 7 (7) |  |                                                  |                                                  |
|  | [15] Japon                                        | 17 (0)                                            | 22 juillet 2018 - 15 h 46 (UTC−07:00) – AT&T Park | 22 juillet 2018 - 15 h 46 (UTC−07:00) – AT&T Park |                                                   |                                                   |       |  |                                                  |                                                  |
|  | [10] Canada                                       | 35 (28)                                           |                                                   | [12] Pays de Galles                               | 35 (21)                                           |                                                   |       |  |                                                  |                                                  |
|  | [10] Canada                                       | 35 (28)                                           |                                                   | [12] Pays de Galles                               | 35 (21)                                           |                                                   |       |  |                                                  |                                                  |
|  |                                                   |                                                   |                                                   |                                                   |                                                   |                                                   |       |  | [10] Canada                                      | 12 (7)                                           |
|  |                                                   |                                                   |                                                   |                                                   |                                                   |                                                   |       |  | [10] Canada                                      | 12 (7)                                           |

### 13eplace
|  | Demi-finales                                      | Demi-finales                                      |                 |         | Finale                                            | Finale                                            |
|  | Demi-finales                                      | Demi-finales                                      |                 |         | Finale                                            | Finale                                            |
|  |                                                   |                                                   |                 |         |                                                   |                                                   |
|  | 22 juillet 2018 - 10 h 28 (UTC−07:00) – AT&T Park | 22 juillet 2018 - 10 h 28 (UTC−07:00) – AT&T Park |                 |         | 22 juillet 2018 - 15 h 24 (UTC−07:00) – AT&T Park | 22 juillet 2018 - 15 h 24 (UTC−07:00) – AT&T Park |
|  | 22 juillet 2018 - 10 h 28 (UTC−07:00) – AT&T Park | 22 juillet 2018 - 10 h 28 (UTC−07:00) – AT&T Park |                 |         | 22 juillet 2018 - 15 h 24 (UTC−07:00) – AT&T Park | 22 juillet 2018 - 15 h 24 (UTC−07:00) – AT&T Park |
|  | [9] Kenya                                         | 17                                                |                 |         | 22 juillet 2018 - 15 h 24 (UTC−07:00) – AT&T Park | 22 juillet 2018 - 15 h 24 (UTC−07:00) – AT&T Park |
|  | [9] Kenya                                         | 17                                                |                 |         | 22 juillet 2018 - 15 h 24 (UTC−07:00) – AT&T Park | 22 juillet 2018 - 15 h 24 (UTC−07:00) – AT&T Park |
|  | [13] Samoa                                        | 19                                                |                 |         | 22 juillet 2018 - 15 h 24 (UTC−07:00) – AT&T Park | 22 juillet 2018 - 15 h 24 (UTC−07:00) – AT&T Park |
|  | [13] Samoa                                        | 19                                                | [13] Samoa      | 22 (12) |                                                   |                                                   |
|  | 22 juillet 2018 - 10 h 50 (UTC−07:00) – AT&T Park |                                                   | [13] Samoa      | 22 (12) |                                                   |                                                   |
|  |                                                   | [14] Russie                                       | 17 (10)         |         |                                                   |                                                   |
|  | [14] Russie                                       | [14] Russie                                       | 17 (10)         | 26      |                                                   |                                                   |
|  | [14] Russie                                       |                                                   |                 | 26      |                                                   |                                                   |
|  | [15] Japon                                        | 20                                                |                 |         |                                                   |                                                   |
|  | [15] Japon                                        | 20                                                | Quinzième place |         |                                                   |                                                   |
|  |                                                   |                                                   |                 |         |                                                   |                                                   |
|  | 22 juillet 2018 - 15 h 2 (UTC−07:00) – AT&T Park  |                                                   |                 |         |                                                   |                                                   |
|  |                                                   |                                                   |                 |         |                                                   |                                                   |
|  | [9] Kenya                                         | 14 (7)                                            |                 |         |                                                   |                                                   |
|  | [9] Kenya                                         | 14 (7)                                            |                 |         |                                                   |                                                   |
|  | [15] Japon                                        | 26 (12)                                           |                 |         |                                                   |                                                   |
|  | [15] Japon                                        | 26 (12)                                           |                 |         |                                                   |                                                   |

### Bowl
|  | Quarts de finale                                  | Quarts de finale                                  |                                                  |                                                  | Demi-finales                                     | Demi-finales                                     |    |  | Finale                                            | Finale                                            |
|  | Quarts de finale                                  | Quarts de finale                                  |                                                  |                                                  | Demi-finales                                     | Demi-finales                                     |    |  | Finale                                            | Finale                                            |
|  |                                                   |                                                   |                                                  |                                                  |                                                  |                                                  |    |  |                                                   |                                                   |
|  | 21 juillet 2018 - 12 h 26 (UTC−07:00) – AT&T Park | 21 juillet 2018 - 12 h 26 (UTC−07:00) – AT&T Park |                                                  |                                                  | 22 juillet 2018 - 9 h 44 (UTC−07:00) – AT&T Park | 22 juillet 2018 - 9 h 44 (UTC−07:00) – AT&T Park |    |  | 22 juillet 2018 - 14 h 30 (UTC−07:00) – AT&T Park | 22 juillet 2018 - 14 h 30 (UTC−07:00) – AT&T Park |
|  | 21 juillet 2018 - 12 h 26 (UTC−07:00) – AT&T Park | 21 juillet 2018 - 12 h 26 (UTC−07:00) – AT&T Park |                                                  |                                                  | 22 juillet 2018 - 9 h 44 (UTC−07:00) – AT&T Park | 22 juillet 2018 - 9 h 44 (UTC−07:00) – AT&T Park |    |  | 22 juillet 2018 - 14 h 30 (UTC−07:00) – AT&T Park | 22 juillet 2018 - 14 h 30 (UTC−07:00) – AT&T Park |
|  | [24] Tonga                                        | 29                                                |                                                  |                                                  | 22 juillet 2018 - 9 h 44 (UTC−07:00) – AT&T Park | 22 juillet 2018 - 9 h 44 (UTC−07:00) – AT&T Park |    |  | 22 juillet 2018 - 14 h 30 (UTC−07:00) – AT&T Park | 22 juillet 2018 - 14 h 30 (UTC−07:00) – AT&T Park |
|  | [24] Tonga                                        | 29                                                |                                                  |                                                  | 22 juillet 2018 - 9 h 44 (UTC−07:00) – AT&T Park | 22 juillet 2018 - 9 h 44 (UTC−07:00) – AT&T Park |    |  | 22 juillet 2018 - 14 h 30 (UTC−07:00) – AT&T Park | 22 juillet 2018 - 14 h 30 (UTC−07:00) – AT&T Park |
|  | [17] Chili                                        | 33                                                |                                                  |                                                  | 22 juillet 2018 - 9 h 44 (UTC−07:00) – AT&T Park | 22 juillet 2018 - 9 h 44 (UTC−07:00) – AT&T Park |    |  | 22 juillet 2018 - 14 h 30 (UTC−07:00) – AT&T Park | 22 juillet 2018 - 14 h 30 (UTC−07:00) – AT&T Park |
|  | [17] Chili                                        | 33                                                | [17] Chili                                       | 20                                               |                                                  |                                                  |    |  | 22 juillet 2018 - 14 h 30 (UTC−07:00) – AT&T Park | 22 juillet 2018 - 14 h 30 (UTC−07:00) – AT&T Park |
|  | 21 juillet 2018 - 13 h 32 (UTC−07:00) – AT&T Park |                                                   | [17] Chili                                       | 20                                               |                                                  |                                                  |    |  | 22 juillet 2018 - 14 h 30 (UTC−07:00) – AT&T Park | 22 juillet 2018 - 14 h 30 (UTC−07:00) – AT&T Park |
|  |                                                   | [20] Ouganda                                      | 17                                               |                                                  |                                                  |                                                  |    |  | 22 juillet 2018 - 14 h 30 (UTC−07:00) – AT&T Park | 22 juillet 2018 - 14 h 30 (UTC−07:00) – AT&T Park |
|  | [21] Zimbabwe                                     | [20] Ouganda                                      | 17                                               | 10                                               |                                                  |                                                  |    |  | 22 juillet 2018 - 14 h 30 (UTC−07:00) – AT&T Park | 22 juillet 2018 - 14 h 30 (UTC−07:00) – AT&T Park |
|  | [21] Zimbabwe                                     |                                                   |                                                  | 10                                               |                                                  |                                                  |    |  | 22 juillet 2018 - 14 h 30 (UTC−07:00) – AT&T Park | 22 juillet 2018 - 14 h 30 (UTC−07:00) – AT&T Park |
|  | [20] Ouganda                                      | 24                                                |                                                  |                                                  |                                                  |                                                  |    |  | 22 juillet 2018 - 14 h 30 (UTC−07:00) – AT&T Park | 22 juillet 2018 - 14 h 30 (UTC−07:00) – AT&T Park |
|  | [20] Ouganda                                      | 24                                                | [17] Chili                                       | 20 (15)                                          |                                                  |                                                  |    |  |                                                   |                                                   |
|  | 21 juillet 2018 - 12 h 48 (UTC−07:00) – AT&T Park |                                                   | [17] Chili                                       | 20 (15)                                          |                                                  |                                                  |    |  |                                                   |                                                   |
|  |                                                   | [19] Hong Kong                                    | 7 (0)                                            |                                                  |                                                  |                                                  |    |  |                                                   |                                                   |
|  | [23] Papouasie-Nouvelle-Guinée                    | [19] Hong Kong                                    | 7 (0)                                            | 19                                               |                                                  |                                                  |    |  |                                                   |                                                   |
|  | [23] Papouasie-Nouvelle-Guinée                    | 22 juillet 2018 - 10 h 6 (UTC−07:00) – AT&T Park  |                                                  | 19                                               |                                                  |                                                  |    |  |                                                   |                                                   |
|  | [18] Uruguay                                      | 21                                                |                                                  |                                                  |                                                  |                                                  |    |  |                                                   |                                                   |
|  | [18] Uruguay                                      | 21                                                | [18] Uruguay                                     | 5                                                |                                                  |                                                  |    |  |                                                   |                                                   |
|  | 21 juillet 2018 - 13 h 10 (UTC−07:00) – AT&T Park | 21 juillet 2018 - 13 h 10 (UTC−07:00) – AT&T Park | [18] Uruguay                                     | 5                                                | Dix-neuvième place                               | Dix-neuvième place                               |    |  |                                                   |                                                   |
|  | 21 juillet 2018 - 13 h 10 (UTC−07:00) – AT&T Park | 21 juillet 2018 - 13 h 10 (UTC−07:00) – AT&T Park |                                                  | [19] Hong Kong                                   | Dix-neuvième place                               | Dix-neuvième place                               | 31 |  |                                                   |                                                   |
|  | [22] Jamaïque                                     | 10                                                | 22 juillet 2018 - 14 h 8 (UTC−07:00) – AT&T Park | 22 juillet 2018 - 14 h 8 (UTC−07:00) – AT&T Park |                                                  |                                                  | 31 |  |                                                   |                                                   |
|  | [22] Jamaïque                                     | 10                                                | 22 juillet 2018 - 14 h 8 (UTC−07:00) – AT&T Park | 22 juillet 2018 - 14 h 8 (UTC−07:00) – AT&T Park |                                                  |                                                  |    |  |                                                   |                                                   |
|  | [19] Hong Kong                                    | 24                                                |                                                  | [20] Ouganda                                     | 38 (31)                                          |                                                  |    |  |                                                   |                                                   |
|  | [19] Hong Kong                                    | 24                                                |                                                  | [20] Ouganda                                     | 38 (31)                                          |                                                  |    |  |                                                   |                                                   |
|  |                                                   |                                                   |                                                  |                                                  |                                                  |                                                  |    |  | [18] Uruguay                                      | 28 (0)                                            |
|  |                                                   |                                                   |                                                  |                                                  |                                                  |                                                  |    |  | [18] Uruguay                                      | 28 (0)                                            |

### 21eplace
|  | Demi-finales                                      | Demi-finales                                    |                       |        | Finale                                            | Finale                                            |
|  | Demi-finales                                      | Demi-finales                                    |                       |        | Finale                                            | Finale                                            |
|  |                                                   |                                                 |                       |        |                                                   |                                                   |
|  | 22 juillet 2018 - 9 h 0 (UTC−07:00) – AT&T Park   | 22 juillet 2018 - 9 h 0 (UTC−07:00) – AT&T Park |                       |        | 22 juillet 2018 - 13 h 46 (UTC−07:00) – AT&T Park | 22 juillet 2018 - 13 h 46 (UTC−07:00) – AT&T Park |
|  | 22 juillet 2018 - 9 h 0 (UTC−07:00) – AT&T Park   | 22 juillet 2018 - 9 h 0 (UTC−07:00) – AT&T Park |                       |        | 22 juillet 2018 - 13 h 46 (UTC−07:00) – AT&T Park | 22 juillet 2018 - 13 h 46 (UTC−07:00) – AT&T Park |
|  | [24] Tonga                                        | 31                                              |                       |        | 22 juillet 2018 - 13 h 46 (UTC−07:00) – AT&T Park | 22 juillet 2018 - 13 h 46 (UTC−07:00) – AT&T Park |
|  | [24] Tonga                                        | 31                                              |                       |        | 22 juillet 2018 - 13 h 46 (UTC−07:00) – AT&T Park | 22 juillet 2018 - 13 h 46 (UTC−07:00) – AT&T Park |
|  | [21] Zimbabwe                                     | 5                                               |                       |        | 22 juillet 2018 - 13 h 46 (UTC−07:00) – AT&T Park | 22 juillet 2018 - 13 h 46 (UTC−07:00) – AT&T Park |
|  | [21] Zimbabwe                                     | 5                                               | [24] Tonga            | 14 (7) |                                                   |                                                   |
|  | 22 juillet 2018 - 9 h 22 (UTC−07:00) – AT&T Park  |                                                 | [24] Tonga            | 14 (7) |                                                   |                                                   |
|  |                                                   | [23] Papouasie-Nouvelle-Guinée                  | 31 (14)               |        |                                                   |                                                   |
|  | [22] Jamaïque                                     | [23] Papouasie-Nouvelle-Guinée                  | 31 (14)               | 7      |                                                   |                                                   |
|  | [22] Jamaïque                                     |                                                 |                       | 7      |                                                   |                                                   |
|  | [23] Papouasie-Nouvelle-Guinée                    | 52                                              |                       |        |                                                   |                                                   |
|  | [23] Papouasie-Nouvelle-Guinée                    | 52                                              | Vingt-troisième place |        |                                                   |                                                   |
|  |                                                   |                                                 |                       |        |                                                   |                                                   |
|  | 22 juillet 2018 - 13 h 24 (UTC−07:00) – AT&T Park |                                                 |                       |        |                                                   |                                                   |
|  |                                                   |                                                 |                       |        |                                                   |                                                   |
|  | [21] Zimbabwe                                     | 33 (12)                                         |                       |        |                                                   |                                                   |
|  | [21] Zimbabwe                                     | 33 (12)                                         |                       |        |                                                   |                                                   |
|  | [22] Jamaïque                                     | 21 (7)                                          |                       |        |                                                   |                                                   |
|  | [22] Jamaïque                                     | 21 (7)                                          |                       |        |                                                   |                                                   |

### Classement de la compétition masculine
| Tournoi          | Vainqueurs                | Score | Finalistes | Demi-finalistes        |
| ---------------- | ------------------------- | ----- | ---------- | ---------------------- |
| Championship Cup | Nouvelle-Zélande          | 33-12 | Angleterre | Afrique du Sud · Fidji |
| 5e place         | Argentine                 | 33-7  | États-Unis | Écosse France          |
| Challenge Trophy | Irlande                   | 24-14 | Australie  | Pays de Galles Canada  |
| 13e place        | Samoa                     | 22-17 | Russie     | Japon Kenya            |
| Bowl             | Chili                     | 20-7  | Hong Kong  | Ouganda Uruguay        |
| 21e place        | Papouasie-Nouvelle-Guinée | 31-14 | Tonga      | Zimbabwe Jamaïque      |

## Résultats de la compétition féminine

### Championship Cup
|  | Huitièmes de finale                               | Huitièmes de finale                               |                  |                                                   | Quarts de finale                                  | Quarts de finale                                  |    |  | Demi-finales                                     | Demi-finales                                     |  |  | Finale                                            | Finale                                            |
|  | Huitièmes de finale                               | Huitièmes de finale                               |                  |                                                   | Quarts de finale                                  | Quarts de finale                                  |    |  | Demi-finales                                     | Demi-finales                                     |  |  | Finale                                            | Finale                                            |
|  |                                                   |                                                   |                  |                                                   |                                                   |                                                   |    |  |                                                  |                                                  |  |  |                                                   |                                                   |
|  | 20 juillet 2018 - 12 h 12 (UTC−07:00) – AT&T Park | 20 juillet 2018 - 12 h 12 (UTC−07:00) – AT&T Park |                  |                                                   | 20 juillet 2018 - 17 h 30 (UTC−07:00) – AT&T Park | 20 juillet 2018 - 17 h 30 (UTC−07:00) – AT&T Park |    |  | 21 juillet 2018 - 12 h 4 (UTC−07:00) – AT&T Park | 21 juillet 2018 - 12 h 4 (UTC−07:00) – AT&T Park |  |  | 21 juillet 2018 - 19 h 44 (UTC−07:00) – AT&T Park | 21 juillet 2018 - 19 h 44 (UTC−07:00) – AT&T Park |
|  | 20 juillet 2018 - 12 h 12 (UTC−07:00) – AT&T Park | 20 juillet 2018 - 12 h 12 (UTC−07:00) – AT&T Park |                  |                                                   | 20 juillet 2018 - 17 h 30 (UTC−07:00) – AT&T Park | 20 juillet 2018 - 17 h 30 (UTC−07:00) – AT&T Park |    |  | 21 juillet 2018 - 12 h 4 (UTC−07:00) – AT&T Park | 21 juillet 2018 - 12 h 4 (UTC−07:00) – AT&T Park |  |  | 21 juillet 2018 - 19 h 44 (UTC−07:00) – AT&T Park | 21 juillet 2018 - 19 h 44 (UTC−07:00) – AT&T Park |
|  | [8] Angleterre                                    | 14                                                |                  |                                                   | 20 juillet 2018 - 17 h 30 (UTC−07:00) – AT&T Park | 20 juillet 2018 - 17 h 30 (UTC−07:00) – AT&T Park |    |  | 21 juillet 2018 - 12 h 4 (UTC−07:00) – AT&T Park | 21 juillet 2018 - 12 h 4 (UTC−07:00) – AT&T Park |  |  | 21 juillet 2018 - 19 h 44 (UTC−07:00) – AT&T Park | 21 juillet 2018 - 19 h 44 (UTC−07:00) – AT&T Park |
|  | [8] Angleterre                                    | 14                                                |                  |                                                   | 20 juillet 2018 - 17 h 30 (UTC−07:00) – AT&T Park | 20 juillet 2018 - 17 h 30 (UTC−07:00) – AT&T Park |    |  | 21 juillet 2018 - 12 h 4 (UTC−07:00) – AT&T Park | 21 juillet 2018 - 12 h 4 (UTC−07:00) – AT&T Park |  |  | 21 juillet 2018 - 19 h 44 (UTC−07:00) – AT&T Park | 21 juillet 2018 - 19 h 44 (UTC−07:00) – AT&T Park |
|  | [9] Irlande                                       | 19                                                |                  |                                                   | 20 juillet 2018 - 17 h 30 (UTC−07:00) – AT&T Park | 20 juillet 2018 - 17 h 30 (UTC−07:00) – AT&T Park |    |  | 21 juillet 2018 - 12 h 4 (UTC−07:00) – AT&T Park | 21 juillet 2018 - 12 h 4 (UTC−07:00) – AT&T Park |  |  | 21 juillet 2018 - 19 h 44 (UTC−07:00) – AT&T Park | 21 juillet 2018 - 19 h 44 (UTC−07:00) – AT&T Park |
|  | [9] Irlande                                       | 19                                                | Irlande          | 0                                                 |                                                   |                                                   |    |  | 21 juillet 2018 - 12 h 4 (UTC−07:00) – AT&T Park | 21 juillet 2018 - 12 h 4 (UTC−07:00) – AT&T Park |  |  | 21 juillet 2018 - 19 h 44 (UTC−07:00) – AT&T Park | 21 juillet 2018 - 19 h 44 (UTC−07:00) – AT&T Park |
|  | 20 juillet 2018 - 11 h 50 (UTC−07:00) – AT&T Park |                                                   | Irlande          | 0                                                 |                                                   |                                                   |    |  | 21 juillet 2018 - 12 h 4 (UTC−07:00) – AT&T Park | 21 juillet 2018 - 12 h 4 (UTC−07:00) – AT&T Park |  |  | 21 juillet 2018 - 19 h 44 (UTC−07:00) – AT&T Park | 21 juillet 2018 - 19 h 44 (UTC−07:00) – AT&T Park |
|  |                                                   | Nouvelle-Zélande                                  | 45               |                                                   |                                                   |                                                   |    |  | 21 juillet 2018 - 12 h 4 (UTC−07:00) – AT&T Park | 21 juillet 2018 - 12 h 4 (UTC−07:00) – AT&T Park |  |  | 21 juillet 2018 - 19 h 44 (UTC−07:00) – AT&T Park | 21 juillet 2018 - 19 h 44 (UTC−07:00) – AT&T Park |
|  | [1] Nouvelle-Zélande                              | Nouvelle-Zélande                                  | 45               | 57                                                |                                                   |                                                   |    |  | 21 juillet 2018 - 12 h 4 (UTC−07:00) – AT&T Park | 21 juillet 2018 - 12 h 4 (UTC−07:00) – AT&T Park |  |  | 21 juillet 2018 - 19 h 44 (UTC−07:00) – AT&T Park | 21 juillet 2018 - 19 h 44 (UTC−07:00) – AT&T Park |
|  | [1] Nouvelle-Zélande                              | 20 juillet 2018 - 18 h 36 (UTC−07:00) – AT&T Park |                  | 57                                                |                                                   |                                                   |    |  | 21 juillet 2018 - 12 h 4 (UTC−07:00) – AT&T Park | 21 juillet 2018 - 12 h 4 (UTC−07:00) – AT&T Park |  |  | 21 juillet 2018 - 19 h 44 (UTC−07:00) – AT&T Park | 21 juillet 2018 - 19 h 44 (UTC−07:00) – AT&T Park |
|  | [16] Mexique                                      | 0                                                 |                  |                                                   |                                                   |                                                   |    |  | 21 juillet 2018 - 12 h 4 (UTC−07:00) – AT&T Park | 21 juillet 2018 - 12 h 4 (UTC−07:00) – AT&T Park |  |  | 21 juillet 2018 - 19 h 44 (UTC−07:00) – AT&T Park | 21 juillet 2018 - 19 h 44 (UTC−07:00) – AT&T Park |
|  | [16] Mexique                                      | 0                                                 | Nouvelle-Zélande | 26                                                |                                                   |                                                   |    |  |                                                  |                                                  |  |  | 21 juillet 2018 - 19 h 44 (UTC−07:00) – AT&T Park | 21 juillet 2018 - 19 h 44 (UTC−07:00) – AT&T Park |
|  | 20 juillet 2018 - 12 h 34 (UTC−07:00) – AT&T Park |                                                   | Nouvelle-Zélande | 26                                                |                                                   |                                                   |    |  |                                                  |                                                  |  |  | 21 juillet 2018 - 19 h 44 (UTC−07:00) – AT&T Park | 21 juillet 2018 - 19 h 44 (UTC−07:00) – AT&T Park |
|  |                                                   | États-Unis                                        | 21               |                                                   |                                                   |                                                   |    |  |                                                  |                                                  |  |  | 21 juillet 2018 - 19 h 44 (UTC−07:00) – AT&T Park | 21 juillet 2018 - 19 h 44 (UTC−07:00) – AT&T Park |
|  | [5] États-Unis                                    | États-Unis                                        | 21               | 38                                                |                                                   |                                                   |    |  |                                                  |                                                  |  |  | 21 juillet 2018 - 19 h 44 (UTC−07:00) – AT&T Park | 21 juillet 2018 - 19 h 44 (UTC−07:00) – AT&T Park |
|  | [5] États-Unis                                    | 21 juillet 2018 - 11 h 42 (UTC−07:00) – AT&T Park |                  | 38                                                |                                                   |                                                   |    |  |                                                  |                                                  |  |  | 21 juillet 2018 - 19 h 44 (UTC−07:00) – AT&T Park | 21 juillet 2018 - 19 h 44 (UTC−07:00) – AT&T Park |
|  | [12] Chine                                        | 7                                                 |                  |                                                   |                                                   |                                                   |    |  |                                                  |                                                  |  |  | 21 juillet 2018 - 19 h 44 (UTC−07:00) – AT&T Park | 21 juillet 2018 - 19 h 44 (UTC−07:00) – AT&T Park |
|  | [12] Chine                                        | 7                                                 | États-Unis       | 33                                                |                                                   |                                                   |    |  |                                                  |                                                  |  |  | 21 juillet 2018 - 19 h 44 (UTC−07:00) – AT&T Park | 21 juillet 2018 - 19 h 44 (UTC−07:00) – AT&T Park |
|  | 20 juillet 2018 - 10 h 44 (UTC−07:00) – AT&T Park |                                                   | États-Unis       | 33                                                |                                                   |                                                   |    |  |                                                  |                                                  |  |  | 21 juillet 2018 - 19 h 44 (UTC−07:00) – AT&T Park | 21 juillet 2018 - 19 h 44 (UTC−07:00) – AT&T Park |
|  |                                                   | Russie                                            | 17               |                                                   |                                                   |                                                   |    |  |                                                  |                                                  |  |  | 21 juillet 2018 - 19 h 44 (UTC−07:00) – AT&T Park | 21 juillet 2018 - 19 h 44 (UTC−07:00) – AT&T Park |
|  | [4] Russie                                        | Russie                                            | 17               | 24                                                |                                                   |                                                   |    |  |                                                  |                                                  |  |  | 21 juillet 2018 - 19 h 44 (UTC−07:00) – AT&T Park | 21 juillet 2018 - 19 h 44 (UTC−07:00) – AT&T Park |
|  | [4] Russie                                        | 20 juillet 2018 - 18 h 14 (UTC−07:00) – AT&T Park |                  | 24                                                |                                                   |                                                   |    |  |                                                  |                                                  |  |  | 21 juillet 2018 - 19 h 44 (UTC−07:00) – AT&T Park | 21 juillet 2018 - 19 h 44 (UTC−07:00) – AT&T Park |
|  | [13] Afrique du Sud                               | 14                                                |                  |                                                   |                                                   |                                                   |    |  |                                                  |                                                  |  |  | 21 juillet 2018 - 19 h 44 (UTC−07:00) – AT&T Park | 21 juillet 2018 - 19 h 44 (UTC−07:00) – AT&T Park |
|  | [13] Afrique du Sud                               | 14                                                | Nouvelle-Zélande | 29                                                |                                                   |                                                   |    |  |                                                  |                                                  |  |  |                                                   |                                                   |
|  | 20 juillet 2018 - 10 h 22 (UTC−07:00) – AT&T Park |                                                   | Nouvelle-Zélande | 29                                                |                                                   |                                                   |    |  |                                                  |                                                  |  |  |                                                   |                                                   |
|  |                                                   | France                                            | 0                |                                                   |                                                   |                                                   |    |  |                                                  |                                                  |  |  |                                                   |                                                   |
|  | [6] France                                        | France                                            | 0                | 33                                                |                                                   |                                                   |    |  |                                                  |                                                  |  |  |                                                   |                                                   |
|  | [6] France                                        |                                                   |                  | 33                                                |                                                   |                                                   |    |  |                                                  |                                                  |  |  |                                                   |                                                   |
|  | [11] Japon                                        | 7                                                 |                  |                                                   |                                                   |                                                   |    |  |                                                  |                                                  |  |  |                                                   |                                                   |
|  | [11] Japon                                        | 7                                                 | France           | 24                                                |                                                   |                                                   |    |  |                                                  |                                                  |  |  |                                                   |                                                   |
|  | 20 juillet 2018 - 11 h 6 (UTC−07:00) – AT&T Park  |                                                   | France           | 24                                                |                                                   |                                                   |    |  |                                                  |                                                  |  |  |                                                   |                                                   |
|  |                                                   | Canada                                            | 19               |                                                   |                                                   |                                                   |    |  |                                                  |                                                  |  |  |                                                   |                                                   |
|  | [3] Canada                                        | Canada                                            | 19               | 43                                                |                                                   |                                                   |    |  |                                                  |                                                  |  |  |                                                   |                                                   |
|  | [3] Canada                                        | 20 juillet 2018 - 17 h 52 (UTC−07:00) – AT&T Park |                  | 43                                                |                                                   |                                                   |    |  |                                                  |                                                  |  |  |                                                   |                                                   |
|  | [14] Brésil                                       | 19                                                |                  |                                                   |                                                   |                                                   |    |  |                                                  |                                                  |  |  |                                                   |                                                   |
|  | [14] Brésil                                       | 19                                                | France           | 19                                                |                                                   |                                                   |    |  |                                                  |                                                  |  |  |                                                   |                                                   |
|  | 20 juillet 2018 - 10 h 0 (UTC−07:00) – AT&T Park  |                                                   | France           | 19                                                |                                                   |                                                   |    |  |                                                  |                                                  |  |  |                                                   |                                                   |
|  |                                                   | Australie                                         | 12               |                                                   |                                                   |                                                   |    |  |                                                  |                                                  |  |  |                                                   |                                                   |
|  | [7] Fidji                                         | Australie                                         | 12               | 12                                                |                                                   |                                                   |    |  |                                                  |                                                  |  |  |                                                   |                                                   |
|  | [7] Fidji                                         |                                                   |                  | 12                                                |                                                   |                                                   |    |  |                                                  |                                                  |  |  |                                                   |                                                   |
|  | [10] Espagne                                      | 19                                                |                  | Match pour la 3e place                            | Match pour la 3e place                            |                                                   |    |  |                                                  |                                                  |  |  |                                                   |                                                   |
|  | [10] Espagne                                      | 19                                                | Espagne          | Match pour la 3e place                            | Match pour la 3e place                            | 0                                                 |    |  |                                                  |                                                  |  |  |                                                   |                                                   |
|  | 20 juillet 2018 - 11 h 28 (UTC−07:00) – AT&T Park | 20 juillet 2018 - 11 h 28 (UTC−07:00) – AT&T Park | Espagne          | 21 juillet 2018 - 19 h 22 (UTC−07:00) – AT&T Park | 21 juillet 2018 - 19 h 22 (UTC−07:00) – AT&T Park | 0                                                 |    |  |                                                  |                                                  |  |  |                                                   |                                                   |
|  | 20 juillet 2018 - 11 h 28 (UTC−07:00) – AT&T Park | 20 juillet 2018 - 11 h 28 (UTC−07:00) – AT&T Park |                  | 21 juillet 2018 - 19 h 22 (UTC−07:00) – AT&T Park | 21 juillet 2018 - 19 h 22 (UTC−07:00) – AT&T Park | Australie                                         | 34 |  |                                                  |                                                  |  |  |                                                   |                                                   |
|  | [2] Australie                                     | 34                                                | États-Unis       | 14                                                |                                                   | Australie                                         | 34 |  |                                                  |                                                  |  |  |                                                   |                                                   |
|  | [2] Australie                                     | 34                                                | États-Unis       | 14                                                |                                                   |                                                   |    |  |                                                  |                                                  |  |  |                                                   |                                                   |
|  | [15] Papouasie-Nouvelle-Guinée                    | 5                                                 |                  | Australie                                         | 24                                                |                                                   |    |  |                                                  |                                                  |  |  |                                                   |                                                   |
|  | [15] Papouasie-Nouvelle-Guinée                    | 5                                                 |                  | Australie                                         | 24                                                |                                                   |    |  |                                                  |                                                  |  |  |                                                   |                                                   |

Huitièmes de finale
| 20 juillet 2018 12 h 12 (UTC−07:00) | Angleterre | 14 - 19 (7 - 5) | Irlande | AT&T Park, San Francisco |
| 20 juillet 2018 12 h 12 (UTC−07:00) |            |                 |         | AT&T Park, San Francisco |
| 20 juillet 2018 12 h 12 (UTC−07:00) |            |                 |         | AT&T Park, San Francisco |

| 20 juillet 2018 11 h 50 (UTC−07:00) | Nouvelle-Zélande | 57 - 0 (24 - 0) | Mexique | AT&T Park, San Francisco |
| 20 juillet 2018 11 h 50 (UTC−07:00) |                  |                 |         | AT&T Park, San Francisco |
| 20 juillet 2018 11 h 50 (UTC−07:00) |                  |                 |         | AT&T Park, San Francisco |

| 20 juillet 2018 12 h 34 (UTC−07:00) | États-Unis | 38 - 7 (19 - 7) | Chine | AT&T Park, San Francisco |
| 20 juillet 2018 12 h 34 (UTC−07:00) |            |                 |       | AT&T Park, San Francisco |
| 20 juillet 2018 12 h 34 (UTC−07:00) |            |                 |       | AT&T Park, San Francisco |

| 20 juillet 2018 10 h 44 (UTC−07:00) | Russie | 24 - 14 (19 - 0) | Afrique du Sud | AT&T Park, San Francisco |
| 20 juillet 2018 10 h 44 (UTC−07:00) |        |                  |                | AT&T Park, San Francisco |
| 20 juillet 2018 10 h 44 (UTC−07:00) |        |                  |                | AT&T Park, San Francisco |

| 20 juillet 2018 10 h 22 (UTC−07:00) | France | 33 - 7 (19 - 7) | Japon | AT&T Park, San Francisco |
| 20 juillet 2018 10 h 22 (UTC−07:00) |        |                 |       | AT&T Park, San Francisco |
| 20 juillet 2018 10 h 22 (UTC−07:00) |        |                 |       | AT&T Park, San Francisco |

| 20 juillet 2018 11 h 6 (UTC−07:00) | Canada | 43 - 19 (24 - 7) | Brésil | AT&T Park, San Francisco |
| 20 juillet 2018 11 h 6 (UTC−07:00) |        |                  |        | AT&T Park, San Francisco |
| 20 juillet 2018 11 h 6 (UTC−07:00) |        |                  |        | AT&T Park, San Francisco |

| 20 juillet 2018 10 h 0 (UTC−07:00) | Fidji | 12 - 19 (7 - 19) | Espagne | AT&T Park, San Francisco |
| 20 juillet 2018 10 h 0 (UTC−07:00) |       |                  |         | AT&T Park, San Francisco |
| 20 juillet 2018 10 h 0 (UTC−07:00) |       |                  |         | AT&T Park, San Francisco |

| 20 juillet 2018 11 h 28 (UTC−07:00) | Australie | 34 - 5 (15 - 5) | Papouasie-Nouvelle-Guinée | AT&T Park, San Francisco |
| 20 juillet 2018 11 h 28 (UTC−07:00) |           |                 |                           | AT&T Park, San Francisco |
| 20 juillet 2018 11 h 28 (UTC−07:00) |           |                 |                           | AT&T Park, San Francisco |

Quarts de finale
| 20 juillet 2018 17 h 30 (UTC−07:00) | Irlande | 0 - 45 (0 - 26) | Nouvelle-Zélande | AT&T Park, San Francisco |
| 20 juillet 2018 17 h 30 (UTC−07:00) |         |                 |                  | AT&T Park, San Francisco |
| 20 juillet 2018 17 h 30 (UTC−07:00) |         |                 |                  | AT&T Park, San Francisco |

| 20 juillet 2018 18 h 36 (UTC−07:00) | États-Unis | 33 - 17 (21 - 5) | Russie | AT&T Park, San Francisco |
| 20 juillet 2018 18 h 36 (UTC−07:00) |            |                  |        | AT&T Park, San Francisco |
| 20 juillet 2018 18 h 36 (UTC−07:00) |            |                  |        | AT&T Park, San Francisco |

| 20 juillet 2018 18 h 14 (UTC−07:00) | France | 24 - 19 (12 - 7) | Canada | AT&T Park, San Francisco |
| 20 juillet 2018 18 h 14 (UTC−07:00) |        |                  |        | AT&T Park, San Francisco |
| 20 juillet 2018 18 h 14 (UTC−07:00) |        |                  |        | AT&T Park, San Francisco |

| 20 juillet 2018 17 h 52 (UTC−07:00) | Espagne | 0 - 34 (0 - 17) | Australie | AT&T Park, San Francisco |
| 20 juillet 2018 17 h 52 (UTC−07:00) |         |                 |           | AT&T Park, San Francisco |
| 20 juillet 2018 17 h 52 (UTC−07:00) |         |                 |           | AT&T Park, San Francisco |

Demi-finales
| 21 juillet 2018 12 h 4 (UTC−07:00) | Nouvelle-Zélande | 26 - 21 (12 - 14) | États-Unis | AT&T Park, San Francisco |
| 21 juillet 2018 12 h 4 (UTC−07:00) |                  |                   |            | AT&T Park, San Francisco |
| 21 juillet 2018 12 h 4 (UTC−07:00) |                  |                   |            | AT&T Park, San Francisco |

| 21 juillet 2018 11 h 42 (UTC−07:00) | France | 19 - 12 (0 - 12) | Australie | AT&T Park, San Francisco |
| 21 juillet 2018 11 h 42 (UTC−07:00) |        |                  |           | AT&T Park, San Francisco |
| 21 juillet 2018 11 h 42 (UTC−07:00) |        |                  |           | AT&T Park, San Francisco |

3e place
| 21 juillet 2018 19 h 22 (UTC−07:00) | États-Unis | 14 - 24 (7 - 7) | Australie | AT&T Park, San Francisco |
| 21 juillet 2018 19 h 22 (UTC−07:00) |            |                 |           | AT&T Park, San Francisco |
| 21 juillet 2018 19 h 22 (UTC−07:00) |            |                 |           | AT&T Park, San Francisco |

Finale
| 21 juillet 2018 19 h 44 (UTC−07:00) | Nouvelle-Zélande | 29 - 0 (15 - 0) | France | AT&T Park, San Francisco |
| 21 juillet 2018 19 h 44 (UTC−07:00) |                  |                 |        | AT&T Park, San Francisco |
| 21 juillet 2018 19 h 44 (UTC−07:00) |                  |                 |        | AT&T Park, San Francisco |

### 5eplace
|  | Demi-finales                                      | Demi-finales                                      |                |    | Finale                                           | Finale                                           |
|  | Demi-finales                                      | Demi-finales                                      |                |    | Finale                                           | Finale                                           |
|  |                                                   |                                                   |                |    |                                                  |                                                  |
|  | 21 juillet 2018 - 10 h 58 (UTC−07:00) – AT&T Park | 21 juillet 2018 - 10 h 58 (UTC−07:00) – AT&T Park |                |    | 21 juillet 2018 - 19 h 0 (UTC−07:00) – AT&T Park | 21 juillet 2018 - 19 h 0 (UTC−07:00) – AT&T Park |
|  | 21 juillet 2018 - 10 h 58 (UTC−07:00) – AT&T Park | 21 juillet 2018 - 10 h 58 (UTC−07:00) – AT&T Park |                |    | 21 juillet 2018 - 19 h 0 (UTC−07:00) – AT&T Park | 21 juillet 2018 - 19 h 0 (UTC−07:00) – AT&T Park |
|  | Irlande                                           | 20                                                |                |    | 21 juillet 2018 - 19 h 0 (UTC−07:00) – AT&T Park | 21 juillet 2018 - 19 h 0 (UTC−07:00) – AT&T Park |
|  | Irlande                                           | 20                                                |                |    | 21 juillet 2018 - 19 h 0 (UTC−07:00) – AT&T Park | 21 juillet 2018 - 19 h 0 (UTC−07:00) – AT&T Park |
|  | Russie                                            | 15                                                |                |    | 21 juillet 2018 - 19 h 0 (UTC−07:00) – AT&T Park | 21 juillet 2018 - 19 h 0 (UTC−07:00) – AT&T Park |
|  | Russie                                            | 15                                                | Irlande        | 7  |                                                  |                                                  |
|  | 21 juillet 2018 - 11 h 20 (UTC−07:00) – AT&T Park |                                                   | Irlande        | 7  |                                                  |                                                  |
|  |                                                   | Espagne                                           | 12             |    |                                                  |                                                  |
|  | Canada                                            | Espagne                                           | 12             | 14 |                                                  |                                                  |
|  | Canada                                            |                                                   |                | 14 |                                                  |                                                  |
|  | Espagne                                           | 26                                                |                |    |                                                  |                                                  |
|  | Espagne                                           | 26                                                | Septième place |    |                                                  |                                                  |
|  |                                                   |                                                   |                |    |                                                  |                                                  |
|  | 21 juillet 2018 - 18 h 38 (UTC−07:00) – AT&T Park |                                                   |                |    |                                                  |                                                  |
|  |                                                   |                                                   |                |    |                                                  |                                                  |
|  | Russie                                            | 10                                                |                |    |                                                  |                                                  |
|  | Russie                                            | 10                                                |                |    |                                                  |                                                  |
|  | Canada                                            | 22                                                |                |    |                                                  |                                                  |
|  | Canada                                            | 22                                                |                |    |                                                  |                                                  |

Demi-finales
| 21 juillet 2018 10 h 58 (UTC−07:00) | Irlande | 20 - 15 | Russie | AT&T Park, San Francisco |
| 21 juillet 2018 10 h 58 (UTC−07:00) |         |         |        | AT&T Park, San Francisco |
| 21 juillet 2018 10 h 58 (UTC−07:00) |         |         |        | AT&T Park, San Francisco |

| 21 juillet 2018 11 h 20 (UTC−07:00) | Canada | 14 - 26 | Espagne | AT&T Park, San Francisco |
| 21 juillet 2018 11 h 20 (UTC−07:00) |        |         |         | AT&T Park, San Francisco |
| 21 juillet 2018 11 h 20 (UTC−07:00) |        |         |         | AT&T Park, San Francisco |

7e place
| 21 juillet 2018 18 h 38 (UTC−07:00) | Russie | 10 - 22 (5 - 5) | Canada | AT&T Park, San Francisco |
| 21 juillet 2018 18 h 38 (UTC−07:00) |        |                 |        | AT&T Park, San Francisco |
| 21 juillet 2018 18 h 38 (UTC−07:00) |        |                 |        | AT&T Park, San Francisco |

Finale
| 21 juillet 2018 19 h 0 (UTC−07:00) | Irlande | 7 - 12 (7 - 7) | Espagne | AT&T Park, San Francisco |
| 21 juillet 2018 19 h 0 (UTC−07:00) |         |                |         | AT&T Park, San Francisco |
| 21 juillet 2018 19 h 0 (UTC−07:00) |         |                |         | AT&T Park, San Francisco |

### Challenge Trophy
|  | Quarts de finale                                  | Quarts de finale                                  |                                                   |                                                   | Demi-finales                                      | Demi-finales                                      |    |  | Finale                                            | Finale                                            |
|  | Quarts de finale                                  | Quarts de finale                                  |                                                   |                                                   | Demi-finales                                      | Demi-finales                                      |    |  | Finale                                            | Finale                                            |
|  |                                                   |                                                   |                                                   |                                                   |                                                   |                                                   |    |  |                                                   |                                                   |
|  | 20 juillet 2018 - 16 h 2 (UTC−07:00) – AT&T Park  | 20 juillet 2018 - 16 h 2 (UTC−07:00) – AT&T Park  |                                                   |                                                   | 21 juillet 2018 - 10 h 14 (UTC−07:00) – AT&T Park | 21 juillet 2018 - 10 h 14 (UTC−07:00) – AT&T Park |    |  | 21 juillet 2018 - 18 h 16 (UTC−07:00) – AT&T Park | 21 juillet 2018 - 18 h 16 (UTC−07:00) – AT&T Park |
|  | 20 juillet 2018 - 16 h 2 (UTC−07:00) – AT&T Park  | 20 juillet 2018 - 16 h 2 (UTC−07:00) – AT&T Park  |                                                   |                                                   | 21 juillet 2018 - 10 h 14 (UTC−07:00) – AT&T Park | 21 juillet 2018 - 10 h 14 (UTC−07:00) – AT&T Park |    |  | 21 juillet 2018 - 18 h 16 (UTC−07:00) – AT&T Park | 21 juillet 2018 - 18 h 16 (UTC−07:00) – AT&T Park |
|  | Angleterre                                        | 59                                                |                                                   |                                                   | 21 juillet 2018 - 10 h 14 (UTC−07:00) – AT&T Park | 21 juillet 2018 - 10 h 14 (UTC−07:00) – AT&T Park |    |  | 21 juillet 2018 - 18 h 16 (UTC−07:00) – AT&T Park | 21 juillet 2018 - 18 h 16 (UTC−07:00) – AT&T Park |
|  | Angleterre                                        | 59                                                |                                                   |                                                   | 21 juillet 2018 - 10 h 14 (UTC−07:00) – AT&T Park | 21 juillet 2018 - 10 h 14 (UTC−07:00) – AT&T Park |    |  | 21 juillet 2018 - 18 h 16 (UTC−07:00) – AT&T Park | 21 juillet 2018 - 18 h 16 (UTC−07:00) – AT&T Park |
|  | Mexique                                           | 0                                                 |                                                   |                                                   | 21 juillet 2018 - 10 h 14 (UTC−07:00) – AT&T Park | 21 juillet 2018 - 10 h 14 (UTC−07:00) – AT&T Park |    |  | 21 juillet 2018 - 18 h 16 (UTC−07:00) – AT&T Park | 21 juillet 2018 - 18 h 16 (UTC−07:00) – AT&T Park |
|  | Mexique                                           | 0                                                 | Angleterre                                        | 38                                                |                                                   |                                                   |    |  | 21 juillet 2018 - 18 h 16 (UTC−07:00) – AT&T Park | 21 juillet 2018 - 18 h 16 (UTC−07:00) – AT&T Park |
|  | 20 juillet 2018 - 17 h 8 (UTC−07:00) – AT&T Park  |                                                   | Angleterre                                        | 38                                                |                                                   |                                                   |    |  | 21 juillet 2018 - 18 h 16 (UTC−07:00) – AT&T Park | 21 juillet 2018 - 18 h 16 (UTC−07:00) – AT&T Park |
|  |                                                   | Chine                                             | 0                                                 |                                                   |                                                   |                                                   |    |  | 21 juillet 2018 - 18 h 16 (UTC−07:00) – AT&T Park | 21 juillet 2018 - 18 h 16 (UTC−07:00) – AT&T Park |
|  | Chine                                             | Chine                                             | 0                                                 | 29                                                |                                                   |                                                   |    |  | 21 juillet 2018 - 18 h 16 (UTC−07:00) – AT&T Park | 21 juillet 2018 - 18 h 16 (UTC−07:00) – AT&T Park |
|  | Chine                                             |                                                   |                                                   | 29                                                |                                                   |                                                   |    |  | 21 juillet 2018 - 18 h 16 (UTC−07:00) – AT&T Park | 21 juillet 2018 - 18 h 16 (UTC−07:00) – AT&T Park |
|  | Afrique du Sud                                    | 5                                                 |                                                   |                                                   |                                                   |                                                   |    |  | 21 juillet 2018 - 18 h 16 (UTC−07:00) – AT&T Park | 21 juillet 2018 - 18 h 16 (UTC−07:00) – AT&T Park |
|  | Afrique du Sud                                    | 5                                                 | Angleterre                                        | 31                                                |                                                   |                                                   |    |  |                                                   |                                                   |
|  | 20 juillet 2018 - 16 h 46 (UTC−07:00) – AT&T Park |                                                   | Angleterre                                        | 31                                                |                                                   |                                                   |    |  |                                                   |                                                   |
|  |                                                   | Japon                                             | 5                                                 |                                                   |                                                   |                                                   |    |  |                                                   |                                                   |
|  | Japon                                             | Japon                                             | 5                                                 | 19                                                |                                                   |                                                   |    |  |                                                   |                                                   |
|  | Japon                                             | 21 juillet 2018 - 10 h 36 (UTC−07:00) – AT&T Park |                                                   | 19                                                |                                                   |                                                   |    |  |                                                   |                                                   |
|  | Brésil                                            | 14                                                |                                                   |                                                   |                                                   |                                                   |    |  |                                                   |                                                   |
|  | Brésil                                            | 14                                                | Japon                                             | 15                                                |                                                   |                                                   |    |  |                                                   |                                                   |
|  | 20 juillet 2018 - 16 h 24 (UTC−07:00) – AT&T Park | 20 juillet 2018 - 16 h 24 (UTC−07:00) – AT&T Park | Japon                                             | 15                                                | Onzième place                                     | Onzième place                                     |    |  |                                                   |                                                   |
|  | 20 juillet 2018 - 16 h 24 (UTC−07:00) – AT&T Park | 20 juillet 2018 - 16 h 24 (UTC−07:00) – AT&T Park |                                                   | Fidji                                             | Onzième place                                     | Onzième place                                     | 14 |  |                                                   |                                                   |
|  | Fidji                                             | 43                                                | 21 juillet 2018 - 17 h 54 (UTC−07:00) – AT&T Park | 21 juillet 2018 - 17 h 54 (UTC−07:00) – AT&T Park |                                                   |                                                   | 14 |  |                                                   |                                                   |
|  | Fidji                                             | 43                                                | 21 juillet 2018 - 17 h 54 (UTC−07:00) – AT&T Park | 21 juillet 2018 - 17 h 54 (UTC−07:00) – AT&T Park |                                                   |                                                   |    |  |                                                   |                                                   |
|  | Papouasie-Nouvelle-Guinée                         | 0                                                 |                                                   | Chine                                             | 0                                                 |                                                   |    |  |                                                   |                                                   |
|  | Papouasie-Nouvelle-Guinée                         | 0                                                 |                                                   | Chine                                             | 0                                                 |                                                   |    |  |                                                   |                                                   |
|  |                                                   |                                                   |                                                   |                                                   |                                                   |                                                   |    |  | Fidji                                             | 38                                                |
|  |                                                   |                                                   |                                                   |                                                   |                                                   |                                                   |    |  | Fidji                                             | 38                                                |

Quarts de finale
| 20 juillet 2018 16 h 2 (UTC−07:00) | Angleterre | 59 - 0 (33 - 0) | Mexique | AT&T Park, San Francisco |
| 20 juillet 2018 16 h 2 (UTC−07:00) |            |                 |         | AT&T Park, San Francisco |
| 20 juillet 2018 16 h 2 (UTC−07:00) |            |                 |         | AT&T Park, San Francisco |

| 20 juillet 2018 17 h 8 (UTC−07:00) | Chine | 29 - 5 (12 - 0) | Afrique du Sud | AT&T Park, San Francisco |
| 20 juillet 2018 17 h 8 (UTC−07:00) |       |                 |                | AT&T Park, San Francisco |
| 20 juillet 2018 17 h 8 (UTC−07:00) |       |                 |                | AT&T Park, San Francisco |

| 20 juillet 2018 16 h 46 (UTC−07:00) | Japon | 19 - 14 (7 - 7) | Brésil | AT&T Park, San Francisco |
| 20 juillet 2018 16 h 46 (UTC−07:00) |       |                 |        | AT&T Park, San Francisco |
| 20 juillet 2018 16 h 46 (UTC−07:00) |       |                 |        | AT&T Park, San Francisco |

| 20 juillet 2018 16 h 24 (UTC−07:00) | Fidji | 43 - 0 (21 - 0) | Papouasie-Nouvelle-Guinée | AT&T Park, San Francisco |
| 20 juillet 2018 16 h 24 (UTC−07:00) |       |                 |                           | AT&T Park, San Francisco |
| 20 juillet 2018 16 h 24 (UTC−07:00) |       |                 |                           | AT&T Park, San Francisco |

Demi-finales
| 21 juillet 2018 10 h 14 (UTC−07:00) | Angleterre | 38 - 0 (17 - 0) | Chine | AT&T Park, San Francisco |
| 21 juillet 2018 10 h 14 (UTC−07:00) |            |                 |       | AT&T Park, San Francisco |
| 21 juillet 2018 10 h 14 (UTC−07:00) |            |                 |       | AT&T Park, San Francisco |

| 21 juillet 2018 10 h 36 (UTC−07:00) | Japon | 15 - 14 (5 - 7) | Fidji | AT&T Park, San Francisco |
| 21 juillet 2018 10 h 36 (UTC−07:00) |       |                 |       | AT&T Park, San Francisco |
| 21 juillet 2018 10 h 36 (UTC−07:00) |       |                 |       | AT&T Park, San Francisco |

11e place
| 21 juillet 2018 17 h 54 (UTC−07:00) | Chine | 0 - 38 (0 - 12) | Fidji | AT&T Park, San Francisco |
| 21 juillet 2018 17 h 54 (UTC−07:00) |       |                 |       | AT&T Park, San Francisco |
| 21 juillet 2018 17 h 54 (UTC−07:00) |       |                 |       | AT&T Park, San Francisco |

Finale
| 21 juillet 2018 18 h 16 (UTC−07:00) | Angleterre | 31 - 5 (12 - 5) | Japon | AT&T Park, San Francisco |
| 21 juillet 2018 18 h 16 (UTC−07:00) |            |                 |       | AT&T Park, San Francisco |
| 21 juillet 2018 18 h 16 (UTC−07:00) |            |                 |       | AT&T Park, San Francisco |

### 13eplace
|  | Demi-finales                                      | Demi-finales                                     |                 |    | Finale                                            | Finale                                            |
|  | Demi-finales                                      | Demi-finales                                     |                 |    | Finale                                            | Finale                                            |
|  |                                                   |                                                  |                 |    |                                                   |                                                   |
|  | 21 juillet 2018 - 9 h 30 (UTC−07:00) – AT&T Park  | 21 juillet 2018 - 9 h 30 (UTC−07:00) – AT&T Park |                 |    | 21 juillet 2018 - 17 h 32 (UTC−07:00) – AT&T Park | 21 juillet 2018 - 17 h 32 (UTC−07:00) – AT&T Park |
|  | 21 juillet 2018 - 9 h 30 (UTC−07:00) – AT&T Park  | 21 juillet 2018 - 9 h 30 (UTC−07:00) – AT&T Park |                 |    | 21 juillet 2018 - 17 h 32 (UTC−07:00) – AT&T Park | 21 juillet 2018 - 17 h 32 (UTC−07:00) – AT&T Park |
|  | Mexique                                           | 0                                                |                 |    | 21 juillet 2018 - 17 h 32 (UTC−07:00) – AT&T Park | 21 juillet 2018 - 17 h 32 (UTC−07:00) – AT&T Park |
|  | Mexique                                           | 0                                                |                 |    | 21 juillet 2018 - 17 h 32 (UTC−07:00) – AT&T Park | 21 juillet 2018 - 17 h 32 (UTC−07:00) – AT&T Park |
|  | Afrique du Sud                                    | 34                                               |                 |    | 21 juillet 2018 - 17 h 32 (UTC−07:00) – AT&T Park | 21 juillet 2018 - 17 h 32 (UTC−07:00) – AT&T Park |
|  | Afrique du Sud                                    | 34                                               | Afrique du Sud  | 0  |                                                   |                                                   |
|  | 21 juillet 2018 - 9 h 52 (UTC−07:00) – AT&T Park  |                                                  | Afrique du Sud  | 0  |                                                   |                                                   |
|  |                                                   | Brésil                                           | 22              |    |                                                   |                                                   |
|  | Brésil                                            | Brésil                                           | 22              | 15 |                                                   |                                                   |
|  | Brésil                                            |                                                  |                 | 15 |                                                   |                                                   |
|  | Papouasie-Nouvelle-Guinée                         | 12                                               |                 |    |                                                   |                                                   |
|  | Papouasie-Nouvelle-Guinée                         | 12                                               | Quinzième place |    |                                                   |                                                   |
|  |                                                   |                                                  |                 |    |                                                   |                                                   |
|  | 21 juillet 2018 - 17 h 10 (UTC−07:00) – AT&T Park |                                                  |                 |    |                                                   |                                                   |
|  |                                                   |                                                  |                 |    |                                                   |                                                   |
|  | Mexique                                           | 0                                                |                 |    |                                                   |                                                   |
|  | Mexique                                           | 0                                                |                 |    |                                                   |                                                   |
|  | Papouasie-Nouvelle-Guinée                         | 32                                               |                 |    |                                                   |                                                   |
|  | Papouasie-Nouvelle-Guinée                         | 32                                               |                 |    |                                                   |                                                   |

Demi-finales
| 21 juillet 2018 9 h 30 (UTC−07:00) | Mexique | 0 - 34 | Afrique du Sud | AT&T Park, San Francisco |
| 21 juillet 2018 9 h 30 (UTC−07:00) |         |        |                | AT&T Park, San Francisco |
| 21 juillet 2018 9 h 30 (UTC−07:00) |         |        |                | AT&T Park, San Francisco |

| 21 juillet 2018 9 h 52 (UTC−07:00) | Brésil | 15 - 12 | Papouasie-Nouvelle-Guinée | AT&T Park, San Francisco |
| 21 juillet 2018 9 h 52 (UTC−07:00) |        |         |                           | AT&T Park, San Francisco |
| 21 juillet 2018 9 h 52 (UTC−07:00) |        |         |                           | AT&T Park, San Francisco |

15e place
| 21 juillet 2018 17 h 10 (UTC−07:00) | Mexique | 0 - 32 | Papouasie-Nouvelle-Guinée | AT&T Park, San Francisco |
| 21 juillet 2018 17 h 10 (UTC−07:00) |         |        |                           | AT&T Park, San Francisco |
| 21 juillet 2018 17 h 10 (UTC−07:00) |         |        |                           | AT&T Park, San Francisco |

Finale
| 21 juillet 2018 17 h 32 (UTC−07:00) | Afrique du Sud | 0 - 22 | Brésil | AT&T Park, San Francisco |
| 21 juillet 2018 17 h 32 (UTC−07:00) |                |        |        | AT&T Park, San Francisco |
| 21 juillet 2018 17 h 32 (UTC−07:00) |                |        |        | AT&T Park, San Francisco |

### Classement de la compétition féminine
| Tournoi          | Vainqueurs       | Score | Finalistes     | Demi-finalistes                   |
| ---------------- | ---------------- | ----- | -------------- | --------------------------------- |
| Championship Cup | Nouvelle-Zélande | 29-0  | France         | Australie · États-Unis            |
| 5e place         | Espagne          | 12-7  | Irlande        | Canada Russie                     |
| Challenge Trophy | Angleterre       | 31-5  | Japon          | Fidji Chine                       |
| 13e place        | Brésil           | 22-0  | Afrique du Sud | Papouasie-Nouvelle-Guinée Mexique |

### Bilan de la compétition féminine

#### Statistiques joueuses
Classements du tournoi féminin 
| Rang | Joueuse          | Points |
| ---- | ---------------- | ------ |
| 1    | Michaela Blyde   | 45     |
| 2    | Tyla Nathan-Wong | 37     |
| 3    | Holly Aitchison  | 36     |
| 4    | Naya Tapper      | 35     |
| 5    | Ghislaine Landry | 31     |
| 6    | Evania Pelite    | 30     |
| 6    | Portia Woodman   | 30     |

| Rang | Joueuse              | Essais |
| ---- | -------------------- | ------ |
| 1    | Michaela Blyde       | 9      |
| 2    | Naya Tapper          | 7      |
| 3    | Evania Pelite        | 6      |
| 3    | Portia Woodman       | 6      |
| 5    | Ellia Green          | 5      |
| 5    | Bianca Silva (en)    | 5      |
| 5    | Raijieli Daveua (en) | 5      |